# August Bebel

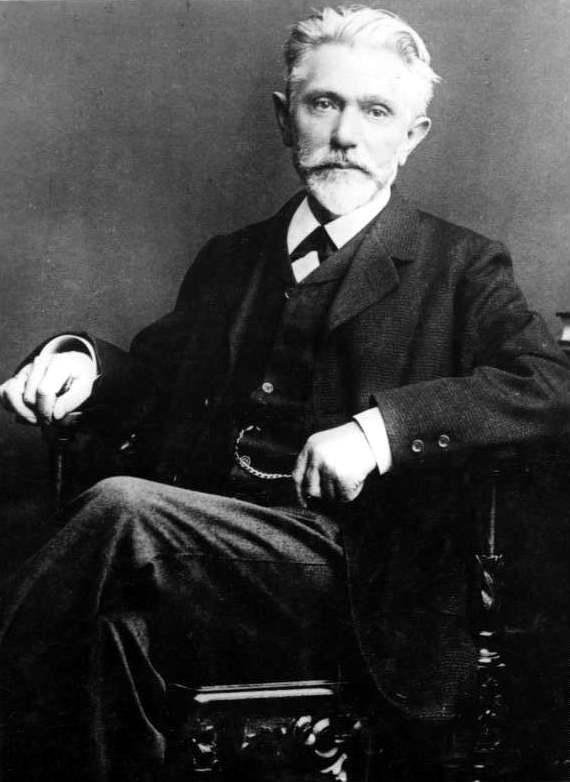
August Bebel (um 1900, Fotografie von Karl Pinkau)

Ferdinand August Bebel (* 22. Februar 1840 in Deutz bei Köln; † 13. August 1913 in Passugg, Kanton Graubünden) war ein sozialistischer deutscher Politiker und Publizist. Er war einer der Begründer der deutschen Sozialdemokratie und gilt bis in die Gegenwart als eine ihrer herausragenden historischen Persönlichkeiten. Er wirkte als einer der bedeutendsten Parlamentarier in der Zeit des Deutschen Kaiserreichs und trat auch als einflussreicher Autor hervor. Seine Popularität spiegelte sich in den volkstümlichen Bezeichnungen „Kaiser Bebel“, „Gegenkaiser“ oder „Arbeiterkaiser“ wider.:13
Seine politischen Anfänge wurzelten im liberal-demokratischen Vereinswesen von Arbeitern und Handwerkern, ehe er sich dem Marxismus zuwandte. Über Jahrzehnte arbeitete August Bebel mit Wilhelm Liebknecht zusammen. Mit ihm gründete er im Jahr 1869 die Sozialdemokratische Arbeiterpartei (SDAP). Im Jahr 1875 war er an der Vereinigung mit dem Allgemeinen Deutschen Arbeiterverein zur Sozialistischen Arbeiterpartei Deutschlands (SAP) beteiligt. Bebel war von 1867 bis 1881 und 1883 bis zu seinem Tod Mitglied des Reichstags des Norddeutschen Bundes bzw. des Kaiserreichs und entwickelte sich während der Repressionen gegen die Partei durch das Sozialistengesetz zur zentralen Person der deutschen Sozialdemokratie. Ab 1892 war er neben Paul Singer bzw. Hugo Haase bis zu seinem Tod einer der beiden Vorsitzenden der Sozialdemokratischen Partei Deutschlands (SPD), wie sich die SAP 1890 nach Aufhebung des Gesetzes nannte. In den folgenden Jahren repräsentierte er zwischen einem linken und einem „revisionistischen“ Flügel das sogenannte marxistische Zentrum der SPD.

## Leben

### Kindheit und Jugend

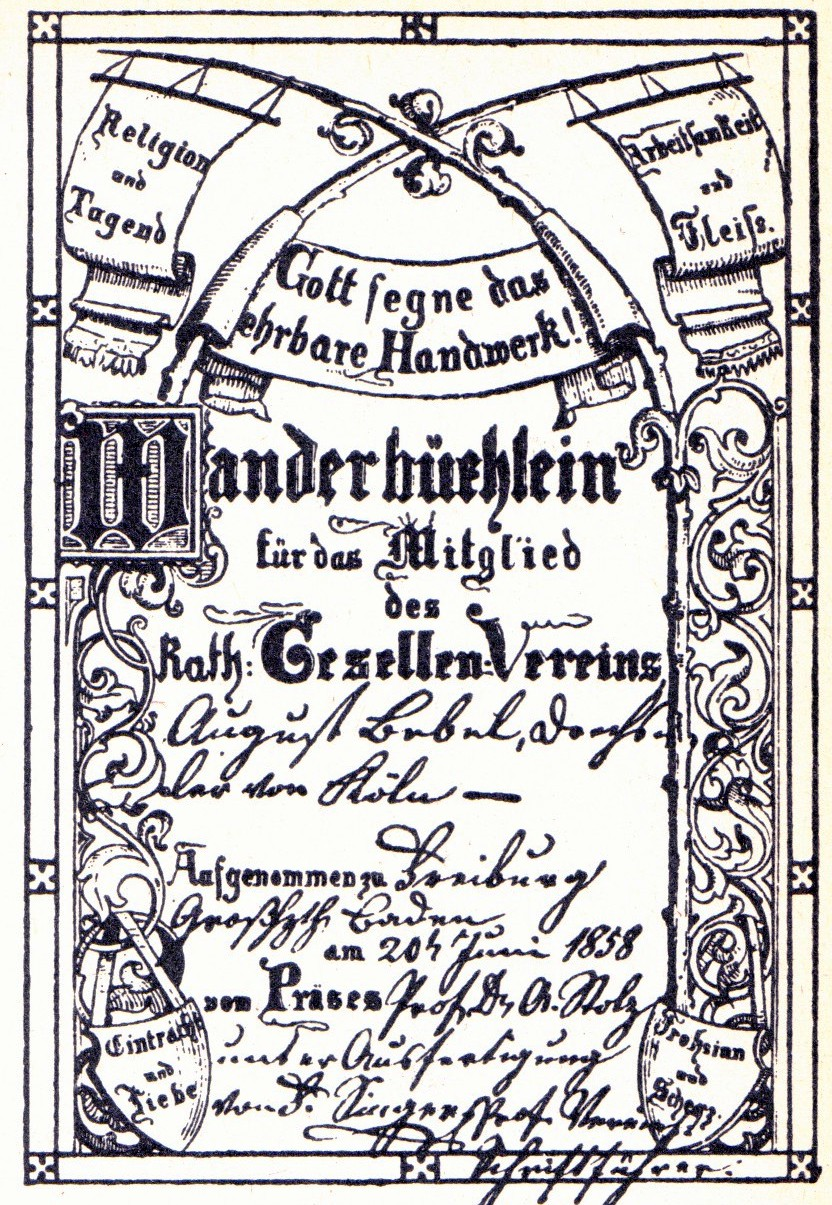
Wanderbuch des katholischen Gesellenvereins für August Bebel von 1858

Bebel wurde in ärmlichen Verhältnissen als Sohn des Unteroffiziers Johann Gottlob Bebel und dessen Frau Wilhelmine Johanna Bebel (geb. Simon) in den Kasematten der Festung Deutz geboren. Nach dem frühen Tod seines Vaters, der 1844 mit 35 Jahren einer Lungentuberkulose erlag, heiratete seine Mutter dessen Zwillingsbruder, der als Aufseher in der Provinzial-Korrektionsanstalt (Arbeitshaus) in Brauweiler arbeitete. Der Stiefvater verstarb jedoch ebenfalls nach zwei Jahren. Da die verwitwete Mutter keine Pensionsansprüche hatte, übersiedelte sie verarmt zu ihrer Familie nach Wetzlar, wo August die Volksschule besuchte. Er war begabt und wurde von einem Lehrer außerhalb der Schule in Mathematik unterrichtet.
Die Mutter starb 1853. Sie hinterließ ihren Kindern einige kleine verstreut liegende Parzellen rund um Wetzlar. Die beiden noch lebenden Brüder kamen zu Verwandten der Mutter. Um den Lebensunterhalt der Brüder zu sichern, erhielten sie finanzielle und materielle Unterstützung von einem Waisenfonds. Diesem vermachte Bebel später in seinem Testament aus Dankbarkeit 6.000 Mark.:30 Die Hoffnung auf ein Bergbaustudium musste Bebel wegen der schwierigen finanziellen Verhältnisse aufgeben. Von 1854 bis 1857 lernte er in Wetzlar ohne eigentliche Neigung das Drechslerhandwerk. Trotz der schweren Arbeit versuchte er sich durch Lektüre selbständig weiterzubilden.:9–23
Nach der Lehre trat Bebel 1858 seine Gesellenwanderung an. Sie führte zunächst durch Südwestdeutschland nach Freiburg im Breisgau. Weitere Stationen waren Regensburg, München und Salzburg. Bereits in Freiburg war er dem örtlichen katholischen Gesellenverein beigetreten, der damals auch Protestanten aufnahm. Auch in Salzburg nahm er am Vereinsleben teil, angezogen von den ausliegenden Zeitungen und Weiterbildungsmöglichkeiten.:37 f.:35

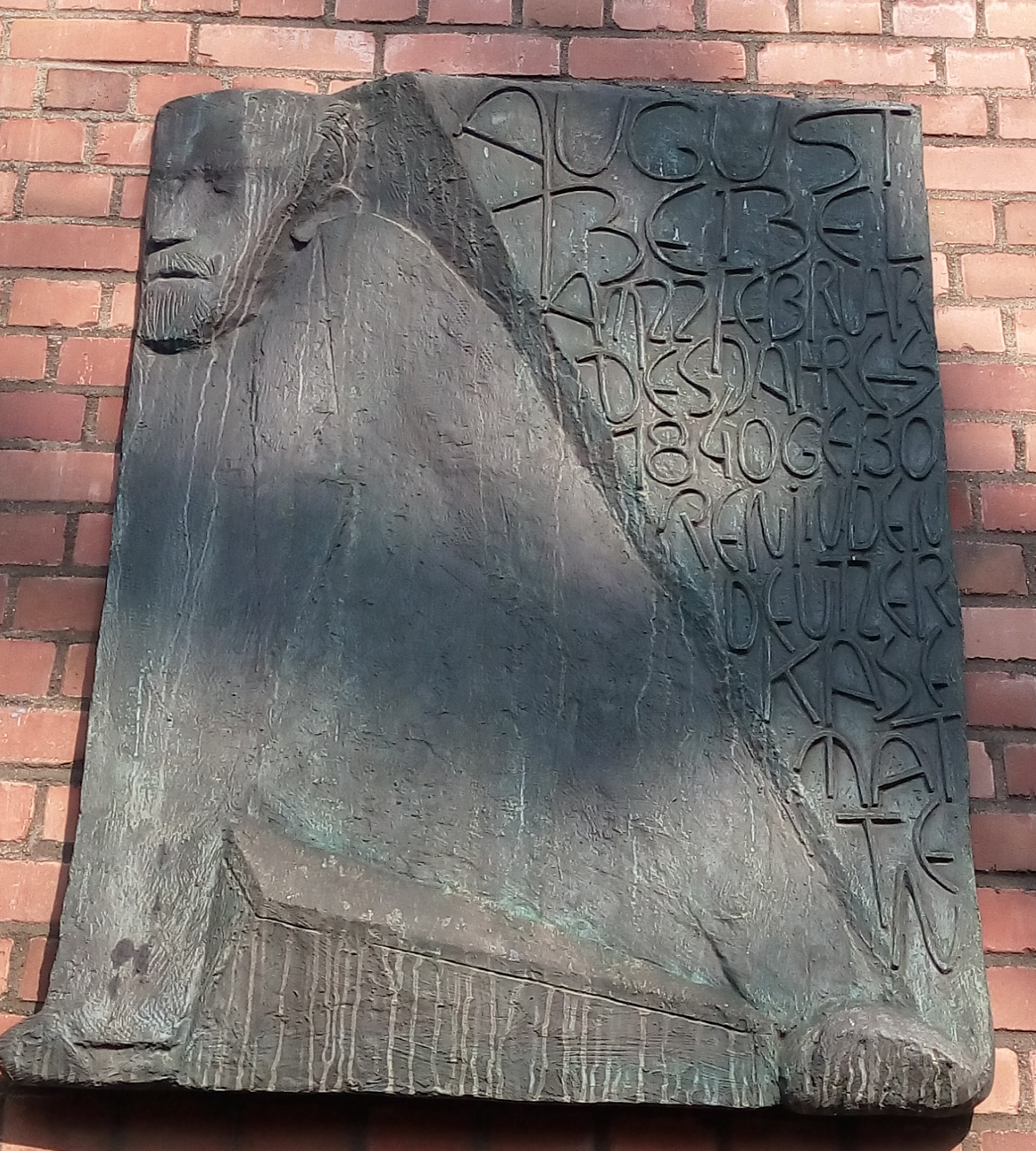
August Bebel Gedenktafel über Hauseingang Kasemattenstr. 8 in Deutz (Köln)

Als im Jahr 1859 der Sardinische Krieg ausbrach, meldete sich Bebel, wie er in seiner Autobiografie schrieb, aus „Abenteuerlust“ als Freiwilliger bei den Tiroler k.u.k. Kaiserjägern, wurde aber als Nichttiroler abgewiesen. Sein Versuch, in die Preußische Armee einzutreten, wurde gegenstandslos, weil inzwischen Friede geschlossen worden war. Bei späteren Musterungen wurde Bebel wegen seiner schwachen Konstitution stets zurückgestellt.:34, 39 1860 wanderte er über mehrere Stationen nach Wetzlar zurück. Dort fand er keine Arbeit und zog weiter Richtung Sachsen.

### Anfänge politischen Handelns

#### Vom Bürgerlichen Vereinswesen zum Arbeiterverein
In Leipzig fand er rasch Arbeit in einer größeren Werkstatt. Wegen schlechter Verköstigung überredete er die anderen Gesellen zu protestieren. Weil der Meister einlenkte, kam es nicht zum geplanten Streik.:41
Die Stadt war damals ein Mittelpunkt des Vereinswesens der Arbeiter und Handwerker. Liberale und demokratische bürgerliche Kreise unterstützten deren Bildungsbestrebungen. Sie wollten einerseits die beruflichen Möglichkeiten der Arbeiter und Handwerker steigern, andererseits ging es darum, diese Gruppen an den Liberalismus zu binden. Im Februar 1861 wurde auf Anregung der Polytechnischen Gesellschaft und einiger Liberaler der Gewerbliche Bildungsverein gegründet, dem auch Bebel im selben Jahr beitrat. Aus diesem Verein ging eine Reihe von Persönlichkeiten der frühen Arbeiterbewegung hervor. Neben Bebel gehörten dazu Friedrich Wilhelm Fritzsche, Otto Dammer oder Julius Vahlteich. Im Jahr 1862 war Bebel Zweiter und von 1865 bis 1872 Erster Vorsitzender des Gewerblichen Bildungsvereins.

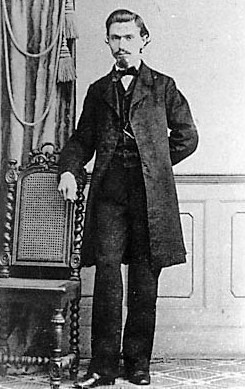
August Bebel im Jahr 1863

Noch verstand sich Bebel als Handwerker und strebte die Position eines Meisters an. Dieses Ziel hatte er 1864 mit der Eröffnung einer eigenen Werkstatt im Hof des Hauses Drei Könige in der Petersstraße erreicht, wo er auch wohnte. Das nötige Kapital brachte er durch den Verkauf des kleinen Besitzes der Familie in Wetzlar auf. In den ersten Jahren war der Betrieb noch sehr klein. Anfangs beschäftigte er lediglich einen Lehrling und einen Gesellen. Er versuchte, seine Beschäftigten nicht auszubeuten wie andere Unternehmer und zahlte ihnen mehr Lohn bei einer geringeren Arbeitszeit als üblich.
Das Angebot des Bildungsvereins an Vorträgen und Kursen nahm Bebel intensiv wahr. 1862 wurde er Mitglied im Vorstand des Bildungsvereins sowie Leiter der Vereinsbibliothek und der Abteilung für Vergnügungen. Politisch stand er Bestrebungen zu mehr Eigenständigkeit der Arbeiter zunächst noch ablehnend gegenüber. Dem Versuch Julius Vahlteichs und Friedrich Wilhelm Fritzsches, den Verein in eine politische Organisation zu verwandeln, widersetzte sich Bebel 1862 und befürwortete den Ausschluss dieser Mitglieder. Sie bildeten daraufhin den Verein Vorwärts.
Im Herbst 1862 begannen die Vorbereitungen zur Gründung eines überregionalen Deutschen Arbeitertags. Bebel war Mitglied des vorbereitenden Ausschusses. Er stand den Forderungen des genossenschaftlichen Sozialisten Ferdinand Lassalle nach einem allgemeinen, gleichen, direkten und geheimen Wahlrecht ablehnend gegenüber, weil er die Arbeiter noch nicht für politisch reif genug hielt.:60:39
Die Gründung des ADAV im Mai 1863 wurde von den liberalen Vereinen in der Arbeitervereinsbewegung als Bedrohung wahrgenommen. Als Reaktion darauf beriefen sie bereits im Juni den Vereinstag Deutscher Arbeitervereine (VDAV) in Frankfurt am Main ein und schlossen sich zu einem Dachverband zusammen. Als Leipziger Delegierter war Bebel anwesend.
Schon kurz zuvor hatte sich der Gewerbliche Bildungsverein in Leipzig von der Polytechnischen Gesellschaft gelöst. Nachdem es zur Vereinigung mit dem Verein Vorwärts gekommen war, konstituierte er sich als Arbeiterverein neu. Bebel übernahm zunächst die Position eines stellvertretenden Vorsitzenden und schließlich die des Vorsitzenden.:64 f. Im Jahr 1864 war Bebel Versammlungsleiter des zweiten, in Leipzig tagenden VDAV-Verbandstags. Er wurde dort zum stellvertretenden Vorsitzenden des Dachverbandes gewählt.:76

#### Hinwendung zum Sozialismus
Bei Bebel begann sich ein politischer Richtungswechsel zu vollziehen. Er blieb zwar entschiedener Gegner Lassalles, begann aber dessen Schriften intensiv zu lesen und sich allmählich dem Marxismus anzunähern.

„Im beständigen Kampfe mit den Lassalleanern, musste ich Lassalles Schriften lesen, um zu wissen, was sie wollen, und damit vollzog sich im Bälde eine Wandlung in mir. […] Ich bin […], wie fast alle, die damals Sozialisten wurden, über Lassalle zu Marx gekommen. Lassalles Schriften waren in unseren Händen, noch ehe wir eine Schrift von Marx und Engels kannten.“

Soziale Konflikte stärkten bei Bebel ebenfalls Zweifel daran, ob die enge Bindung der Arbeiter an den Liberalismus weiterhin sinnvoll sei. Eine Rolle spielte dabei der Kontakt mit dem Philosophen und Sozialpolitiker Friedrich Albert Lange in der Führung des VDAV. Bebel war in einem Buchdruckerstreik Vermittler und an der Gründung einer Bergarbeitergewerkschaft beteiligt. Zusammen mit Anhängern Lassalles war die Organisation an einem Streik beteiligt.
Die Abwendung von der bürgerlichen Demokratie, hin zum Sozialismus, kostete Bebel nach seiner Darstellung keine „großen Seelenkämpfe“. Auch wenn dabei persönliche Beziehungen zerstört wurden, nahm er dies hin, weil er von seinem geänderten Standpunkt überzeugt war.:100 Die Begegnung mit Wilhelm Liebknecht, der 1865 nach Leipzig kam, bestärkte ihn darin. Liebknecht hatte in London zu den Kreisen um Karl Marx und Friedrich Engels gehört. Wenn auch nicht unkritisch, schloss sich Bebel in vielem Liebknechts Vorstellungen an. Von Liebknecht nahm Bebel die Grundthese an, dass der politische und soziale Kampf der Arbeiter eine Einheit sei. Daher müssten sich die Arbeitervereine auch von den Liberalen lösen. In seiner Autobiografie wies Bebel jedoch die Vermutung zurück, dass er durch Liebknecht zum Sozialisten geworden sei. Vielmehr sei er schon auf dem Weg dahin gewesen, als Liebknecht in sein Leben trat.:100
Kritisch äußerte sich Bebel darüber, dass Liebknecht ohne vorige Diskussionen vollendete Tatsachen schuf. Weil es Liebknecht an praktischem Geschick mangelte, mussten später andere die Maßnahmen ausführen. Dennoch galten beide als die „Unzertrennlichen“, und es entwickelte sich aus der bloßen Zusammenarbeit ein freundschaftliches Verhältnis.:97–101

#### Sächsische Volkspartei
Von Liebknecht übernahm Bebel auch dessen antipreußische Haltung. Als 1866 der Deutsche Krieg bevorstand, kritisierte Bebel auf einer großen Volksversammlung die kleindeutsche Politik Otto von Bismarcks und sprach sich für die großdeutsche Seite aus.
Am 19. August 1866 gründete er zusammen mit Wilhelm Liebknecht die radikaldemokratische Sächsische Volkspartei. Trotz seiner inzwischen stark sozialistischen Haltung ging es Bebel und Liebknecht darum, gegen die preußische Vorherrschaft im entstehenden Norddeutschen Bund ein Bündnis aus Arbeitern und großdeutsch und arbeiterfreundlich gesinnten bürgerlichen Kräften zu Stande zu bringen.
Im selben Jahr heiratete August Bebel die Putzmacherin Julie Otto. Sie unterstützte ihn bei seiner verstärkten Zuwendung zur Politik, obwohl er in dieser Zeit weiterhin als Handwerksmeister arbeiten musste. Neben seinen Aufgaben im Vereinswesen und der Partei übernahm er nun auch journalistische Tätigkeiten. Er schrieb für die Deutsche Arbeiterhalle, ein Blatt des VDAV, sowie für das von Liebknecht herausgegebene Demokratische Wochenblatt, das Organ der Sächsischen beziehungsweise der Deutschen Volkspartei (DtVP).

### Von Eisenach nach Gotha

#### Gründung der Sozialdemokratischen Arbeiterpartei

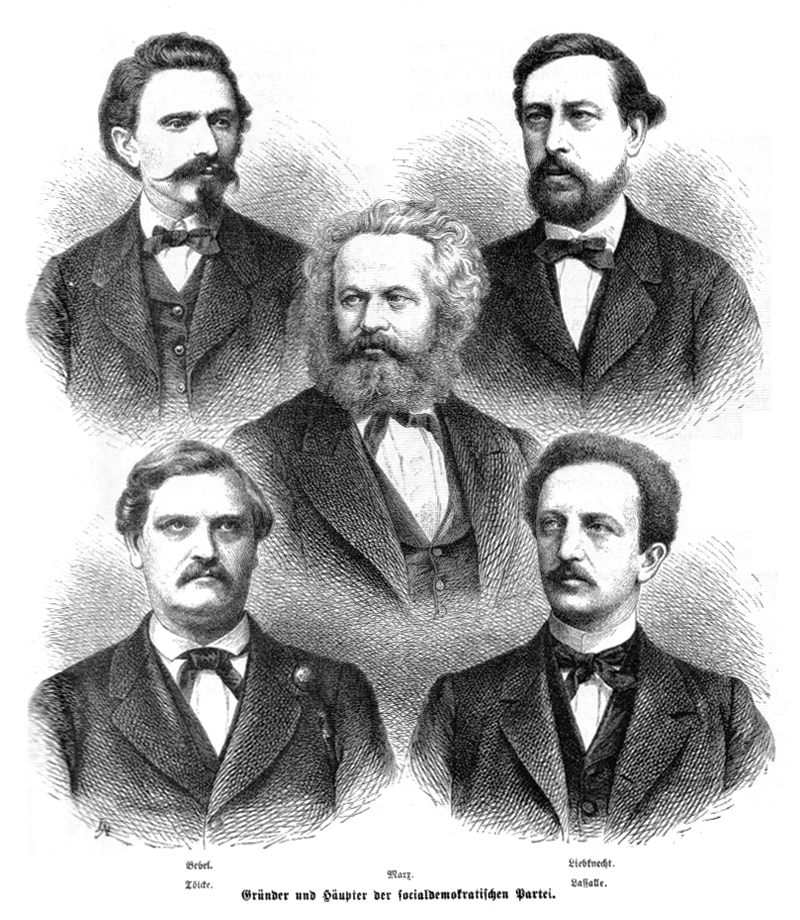
Köpfe der frühen deutschen Arbeiterbewegung: August Bebel, Wilhelm Liebknecht (oben), Karl Marx (Mitte), Carl Wilhelm Tölcke, Ferdinand Lassalle (unten)

Im Jahr 1866 war Bebel der sozialistischen Internationalen Arbeiterassoziation (IAA) beigetreten, die zwei Jahre zuvor in London gegründet worden war. Die spätere Geschichtsschreibung sprach auch von der „Ersten Internationale“. Innerhalb der Arbeitervereine warb Bebel für die Zielsetzungen und die Organisationsvorstellungen der IAA. Auf dem VDAV-Verbandstag 1867 in Gera konnte er an Stelle des ständigen Ausschusses einen regelrechten Vorstand durchsetzen. Bei der Wahl des Vorsitzenden errang er mehr Stimmen als sein Kontrahent Max Hirsch. Bebel war von 1867 bis 1869 Präsident des VDAV. Auf dem VDAV-Verbandstag in Nürnberg ein Jahr später war es vor allem auf Bebel zurückzuführen, dass sich der Verband der Ersten Internationale anschloss. Er setzte sich für die Annahme des Programms der Internationalen ein, „weil es die Forderungen der Arbeiter mit Schärfe und Klarheit hinstellt und weil es einer Standarte bedarf für die Arbeiterschaft der ganzen civilisierten Welt.“:40 Dadurch kam es zur Abspaltung der liberalen und bürgerlichen Demokraten.
Als gewerkschaftlichen Arm einer neuen Arbeiterbewegung neben und als Konkurrenz zu dem auf Lassalle zurückgehenden ADAV sowie den liberalen Hirsch-Dunckerschen Gewerkvereinen gründete Bebel – unterstützt von Liebknecht – für verschiedene Arbeitergruppen eine Reihe Internationaler Gewerksgenossenschaften und entwarf für diese ein Musterstatut.
Die Beschlüsse des Nürnberger VDAV-Verbandstags und die Entwicklung des ADAV waren ein wichtiger Schritt auf dem Weg zu einer neuen Arbeiterpartei. Der von vielen als diktatorisch bezeichnete Führungsstil des langjährigen ADAV-Präsidenten Johann Baptist von Schweitzer trug dazu bei, dass zahlreiche Mitglieder in das Lager Bebels und Liebknechts wechselten. Zwischen beiden Seiten verschärfte sich der Ton der sehr polemisch geführten Auseinandersetzungen.
Am 8. August 1869 schlossen sich auf dem Parteitag von Eisenach der VDAV, ehemalige Mitglieder des ADAV und die Sächsische Volkspartei unter Bebels Vorsitz zur Sozialdemokratischen Arbeiterpartei (SDAP) zusammen. Bebel war auf dem Eisenacher Gründungsparteitag, auf dem mit dem Eisenacher Programm das Gründungsprogramm der SDAP beschlossen wurde, der wichtigste Organisator und hatte im Vorfeld die Einigungsverhandlungen gemeinsam mit Liebknecht geprägt. Im Gegensatz zum ADAV war die neue Partei demokratisch strukturiert. Zwar war der Beitritt zur IAA aus rechtlichen Gründen nicht möglich, aber Bebel betonte, dass die neue Partei die Internationale in allen Punkten unterstütze, sowohl ideell wie auch materiell.:46 Nicht durchsetzen konnte er sich in der Namensfrage. Um die noch vorhandenen demokratischen Bürgerlichen zu halten, schlug er die Bezeichnung „Demokratisch Sozialistische Partei“ vor, scheiterte damit aber.
In der Folgezeit warb er als Redner und als Autor für die neue Partei. Besonders wirkungsvoll war seine zu Beginn des Jahres 1870 veröffentlichte Broschüre Unsere Ziele, die vielfach wieder aufgelegt wurde. Darin fasste er den Begriff der Arbeiterklasse sehr weit. Diese umfasse neben den Lohnarbeitern kleine Handwerker, aber auch Kleinbauern, Volksschullehrer und untere Beamte. Da diese Gruppen zusammen die übergroße Bevölkerungsmehrheit stellten, könne nach dem Sieg der Arbeiterklasse keine Rede von einer Klassenherrschaft sein, vielmehr werde eine „vernünftige demokratische Gesellschaft“ angestrebt. An die Stelle des Privateigentums sollte die genossenschaftliche Produktionsweise treten. In Hinblick auf die Form des gesellschaftlichen Übergangs schloss Bebel in dieser Zeit eine gewaltsame Revolution nicht aus. Überdies enthielt die Schrift Forderungen nach der Emanzipation der Frau. Trotz seiner Mitgliedschaft in der Internationalen war Bebel teilweise weit von den Positionen von Marx und Engels entfernt.:47 Wegen seiner politischen Aktivitäten kam er erneut vor Gericht und wurde in Leipzig zu einer Gefängnisstrafe von drei Wochen verurteilt.

#### Reichstagsmitglied

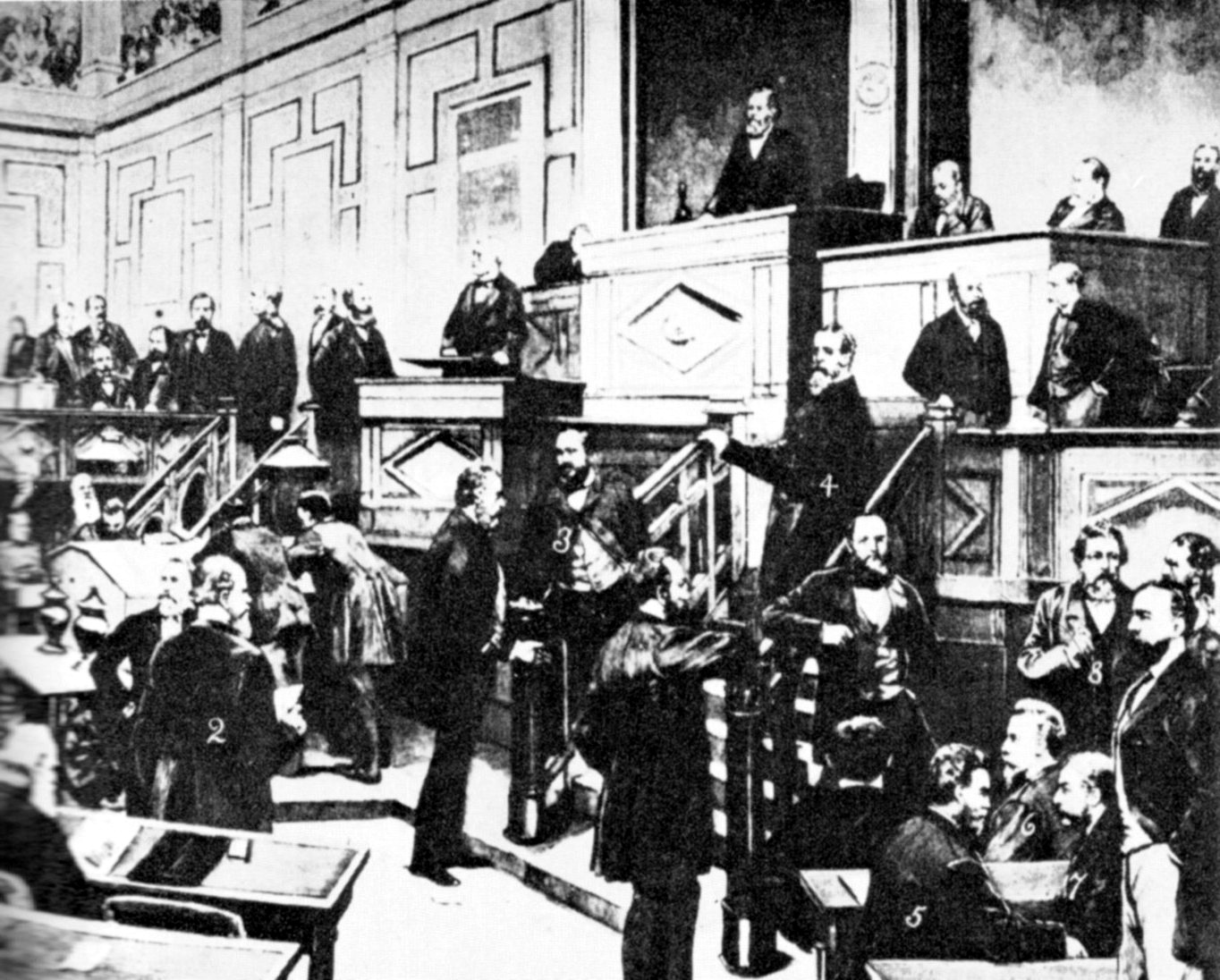
Reichstagssitzung (Bebel rechts unten in der Ecke mit der Nummer 6)

Bebel wurde im Februar 1867 in den konstituierenden Reichstag gewählt, der die Verfassung des Norddeutschen Bundes vereinbarte. Im Wahlkreis Sachsen 17 (Meerane-Glauchau) setzte er sich allerdings erst nach einer Stichwahl gegen seinen parteilosen Mitbewerber Stauss durch. Bebel gehörte auch dem ersten ordentlichen Reichstag sowie den späteren Reichstagen an, bis zum Jahr 1881, dann wieder von 1883 bis zu seinem Tod im Jahr 1913. Den Wahlkreis 17 des Königreichs Sachsen (Glauchau, Meerane, Hohenstein-Ernstthal) vertrat er bis 1877. Danach vertrat er bis 1881 einen Dresdner Wahlkreis, von 1883 bis 1893 den Wahlkreis Hamburg I (Neustadt, St. Pauli), von 1893 bis 1898 den Wahlkreis 8 von Elsaß-Lothringen (Straßburg-Stadt) und von 1898 bis zu seinem Tod wieder den Wahlkreis Hamburg I.
Bei allen Gemeinsamkeiten gab es in dieser Zeit zwischen Bebel und Liebknecht erhebliche Unterschiede in der Bewertung der parlamentarischen Arbeit. Liebknecht lehnte es ab, zu „paktieren und parlamenteln“.:28 Er betrachtete das Parlament lediglich als politisches Propagandamittel. Bebel dagegen sah im Reichstag auch ein Instrument zur Verbesserung der Lage der Arbeiter. Insbesondere in Fragen des Arbeiterschutzes und bei Beratungen über Frauenarbeit oder Kinderarbeit beteiligte er sich aktiv an den Debatten. Als Mitglied der Kommission zur Beratung der Gewerbeordnung gelang es ihm etwa, die bisherige Verpflichtung zum Führen von Arbeitsbüchern, die von den Unternehmern teilweise als Kontrollinstrument genutzt wurden, aufzuheben. Daneben forderte er, dass Gewerbegerichte auch über Kündigungsfragen entscheiden sollten. Zudem verlangte er das Ende des Trucksystems und setzte sich für ein Verbot der Kinderarbeit unter 14 Jahren ein.
Allerdings griff auch Bebel wie Liebknecht das politische System des Norddeutschen Bundes scharf an. Die Gründung des Bundes ziele keineswegs auf die deutsche Einheit hin, vielmehr steckten lediglich preußische Machtinteressen dahinter.
Das Ergebnis sei ein „Großpreußen, umgeben von einer Anzahl Vasallenstaaten, deren Regierungen nichts weiter als Generalgouverneure der Krone Preußens sind.“ Im Verlaufe seiner ersten Parlamentsrede hob Bebel hervor, er stehe auf dem deutschen, nicht aber auf dem preußischen Standpunkt. Er missbilligte einen Bund, der „Deutschland zu einer großen Kaserne“ mache, „um den letzten Rest von Freiheit und Volksrecht zu vernichten.“:46 f.
Die großdeutsch-föderalistische Haltung Bebels und Liebknechts stand dabei im Gegensatz zum kleindeutsch-preußischen Standpunkt des ADAV. Dieser Unterschied verschärfte den Konflikt zwischen den beiden Richtungen der sozialistischen Arbeiterbewegung.:82
Unter den teils viel erfahreneren Parlamentariern wusste Bebel sich zu behaupten. Seine brillanten rednerischen Fähigkeiten verschafften ihm auch die Aufmerksamkeit der politischen Gegner. Hermann Wagener, ein enger Vertrauter Otto von Bismarcks, charakterisierte ihn:

„Bebel ist nicht allein ein hervorragender Naturredner, sondern er hat auch eine staatsmännische Ader, die seinen Reden ein gewisses höheres Gepräge verleiht, so dass sich im parlamentarischen Betrieb nur wenige mit ihm vergleichen und messen können.“

Engels verglich den Parlamentarier Bebel mit dem Meister der antiken Rhetorik Demosthenes, und selbst Bismarck bezeichnete ihn als den „einzigen Redner“ im Parlament.:90
Bis Wolfgang Schäuble (1942–2023), welcher von 1972 zu seinem Tod 2023 dem Deutschen Bundestag angehörte, war August Bebel der Dienstälteste Parlamentarier in der Deutschen Parlamentsgeschichte.

#### Haltung zum Deutsch-Französischen Krieg

Sogenanntes Kettenbild von Ende 1870 mit Porträts sozialistischer Gegner des Deutsch-Französischen Krieges und Protagonisten der frühen SDAP. Von oben, im Uhrzeigersinn: Karl Marx, Johann Jacoby, Wilhelm Liebknecht, Samuel Spier, Wilhelm Bracke, August Bebel

Der Beginn des Deutsch-Französischen Krieges 1870 führte zu einer innerparteilichen Krise. Auslöser war die Haltung Liebknechts und Bebels zu der Frage, ob man mit Blick auch auf die allgemeine Kriegsbegeisterung die Kriegskredite bewilligen sollte oder nicht. Bebel gab dazu im Norddeutschen Reichstag eine Erklärung ab. Seiner Auffassung nach war dies ein dynastischer Krieg im Interesse der Dynastie Bonaparte. Geldmittel könnten er und Liebknecht nicht bewilligen, weil dies ein Vertrauensvotum für die preußische Regierung wäre, die selbst durch den Krieg von 1866 diese Situation vorbereitet hätte. Aber er wollte die Mittel auch nicht verweigern, denn dies könnte als Zustimmung zu „der frevelhaften und verbrecherischen Politik Bonapartes aufgefasst werden. Als prinzipielle Gegner jedes dynastischen Krieges […] können wir uns weder direkt oder indirekt für den gegenwärtigen Krieg erklären und enthalten uns daher der Stimme“.:30
Der Parteiausschuss in Braunschweig als oberstes Parteigremium der SDAP betrachtete den Krieg dagegen als Verteidigungskrieg, kritisierte die Haltung seiner beiden Parlamentsvertreter und griff sie im Parteiorgan Der Volksstaat scharf an.:51 f.:83 f.
Die französische Niederlage in der Schlacht von Sedan und das Ende des französischen Zweiten Kaiserreiches brachten ein Ende des innerparteilichen Streits. Die Partei forderte ein sofortiges Ende des Krieges. Im Norddeutschen Reichstag protestierte Bebel am 26. November 1870 gegen die Annexion von Elsass-Lothringen durch das Deutsche Reich im Namen des Selbstbestimmungsrechts der Völker und warnte vor der dadurch wachsenden Feindschaft zwischen Deutschen und Franzosen. Er forderte in einer berühmten Rede „Frieden mit der französischen Nation, unter Verzichtleistung auf jede Annexion“.:55 Damit befanden sich jetzt auch die Lassalleaner und die Eisenacher in Einklang. Die Abgeordneten beider Parteien stimmten von nun an gegen weitere Kriegskredite. Bebel und mit ihm die gesamte Partei galten daraufhin als „Vaterlandsverräter“.
Sowohl bei der Analyse des Krieges als dynastisch in der ersten Kriegshälfte wie auch bei der Kennzeichnung der Auseinandersetzung in der zweiten Phase als deutscher Eroberungskrieg folgte Bebel Marx und Engels.:83
Im Krieg traten die süddeutschen Staaten dem Norddeutschen Bund bei, der sich daraufhin in „Deutsches Reich“ umbenannte. Im ersten Reichstag des Kaiserreichs erhielt Bebel erneut ein Mandat und kritisierte sofort vehement das Kaiserreich. Er vertrat (unter Anspielung auf Bismarcks Zitat) die Ansicht: „Das mit ‚Blut und Eisen‘ mühsam zusammengeschweißte Reich ist kein Boden für die bürgerliche Freiheit, geschweige für die soziale Gleichheit! Staaten werden mit den Mitteln erhalten, durch die sie gegründet wurden. Der Säbel stand als Geburtshelfer dem Reich zur Seite, der Säbel wird es ins Grab begleiten!“
Besonders seine positiven Äußerungen zur Pariser Kommune stießen außerhalb der sozialistischen Arbeiterbewegung auf breites Unverständnis und Ablehnung. Am 25. Mai 1871 solidarisierte er sich im Reichstag offen mit der zerschlagenen Kommune:

„Wenn auch im Augenblick Paris unterdrückt ist, dann erinnere ich Sie, dass der Kampf nur ein kleines Vorpostengefecht ist, dass die Hauptsache in Europa uns noch bevorsteht, und dass, ehe wenige Jahrzehnte vergehen, der Schlachtruf des Pariser Proletariats: Krieg den Palästen, Friede den Hütten, Tod der Not und dem Müßiggang der Schlachtruf des gesamten Proletariats sein wird!“

Diese Rede bestärkte Bismarck und die Regierungen der deutschen Gliedstaaten in der Annahme, dass es sich bei den Sozialisten um staatsgefährdende Revolutionäre handele. Die SDAP wurde daraufhin unter polizeiliche Beobachtung gestellt.

#### Leipziger Hochverratsprozess

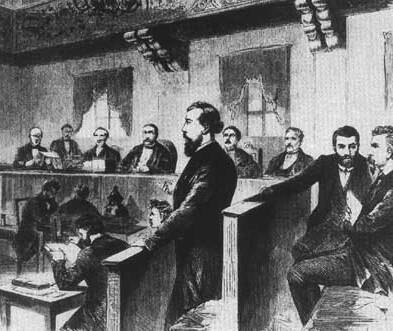
August Bebel (am rechten Bildrand im Profil), Adolf Hepner (2. v. r.) und Wilhelm Liebknecht (in der Mitte im Zeugenstand stehend) als Angeklagte im Leipziger Hochverratsprozess

Bereits 1870 wurde gegen Bebel, Liebknecht und den Redakteur des Volksstaats Adolf Hepner wegen Hochverrats ermittelt. Nach 102 Tagen in Untersuchungshaft wurden die drei Angeklagten aus Mangel an Beweisen freigelassen, da die Behörden bei Durchsuchungen nichts Belastendes gefunden hatten. Im Jahr 1872 wurde allen dreien dann doch noch der Prozess gemacht. Der Leipziger Hochverratsprozess war ein Schauprozess auf der Basis von nicht belastbarem Beweismaterial. Die Angeklagten konnten sich dabei öffentlichkeitswirksam verteidigen. Bebel widersprach dem Vorwurf, die SDAP wolle ihre Ziele mit Gewalt erreichen.

„Unsere Partei ist keine Partei der Putsche, keine Partei, die Krawalle und Putsche auf ihre Fahnen geschrieben hat.“

Im weiteren Verlauf berief er sich auf Lassalle und argumentierte, dass die Arbeiterpartei die Revolution als Umgestaltung der öffentlichen Zustände nur im friedlichen Sinn meine. Über die Art und Weise sei in der Partei noch nie diskutiert worden. „Das haben wir der Zukunft überlassen; wir wollen abwarten wie die Dinge gehen.“:61 Bebel und Liebknecht wurden zu zwei Jahren Festungshaft verurteilt, Hepner freigesprochen. In Bebels Fall kam später noch eine Haft von neun Monaten wegen Majestätsbeleidigung hinzu. Das Reichstagsmandat wurde aberkannt. Die Verurteilung erreichte ihren Zweck nicht. Die Angeklagten Bebel und Liebknecht wurden vielmehr zu politischen Märtyrern, und die Bewegung gewann weiter Zulauf.
Während der Haft erholte sich Bebel körperlich von den Anstrengungen der zurückliegenden Jahre. Vor allem aber bildete er sich selbst fort und sprach von seiner „Haftuniversität“. Er las nicht nur sozialistische Autoren, sondern auch Werke führender Vertreter der zeitgenössischen Wissenschaft sowie Klassiker wie Platons Politeia. Der mit Bebel inhaftierte Liebknecht führte ihn in die Geschichtswissenschaft und Naturkunde ein und lehrte ihn Englisch und Französisch.
Bebel setzte das Gelernte auch um. So fertigte er Übersetzungen aus dem Französischen über die Soziallehre des Christentums an, schrieb dazu einen Kommentar und verfasste eine Arbeit über den Deutschen Bauernkrieg von 1525. Daneben begann er mit ersten Studien, die später in seinem Buch Die Frau und der Sozialismus Verwendung fanden.
Dennoch litt Bebel daran, nicht mehr politisch mitwirken zu können. Dies war für ihn umso härter, als zentrale trennende Punkte zwischen ADAV und der SDAP entfallen waren und sich Einigungsbemühungen abzeichneten.

#### Weg zur vereinigten Arbeiterpartei
Auf den Einigungsprozess versuchten auch Karl Marx und Friedrich Engels Einfluss zu nehmen, um bei der neuen Partei die Ideen Ferdinand Lassalles zurückzudrängen. Der inzwischen aus der Haft entlassene Wilhelm Liebknecht war im Interesse der Einheit zu ideologischen Zugeständnissen bereit. August Bebel wurde im Gefängnis durch den Marxisten Wilhelm Bracke von den unterschiedlichen Positionen unterrichtet. Er überbrachte Bebel einen zwischen Vertretern des ADAV und der SDAP ausgehandelten Programmentwurf, der weit von marxistischen Positionen entfernt war. Bebels marxistischen Gegenentwurf stellte Bracke jedoch in den Einigungsverhandlungen nicht zur Diskussion, da er ihm in einigen Punkten widerstrebte. Nach seiner Haftentlassung wollte Bebel öffentliche Kritik am ausgehandelten Programm üben. Es gelang Liebknecht jedoch, ihn davon abzubringen, mit der Begründung, ein solcher Streit könne die Vereinigung noch einmal gefährden.
Von London aus erhoben Marx und Engels mit ihren Randglossen zum Programm der Deutschen Arbeiterpartei starke Einwände. Da diese nur einem kleinen Kreis bekannt gemacht wurden – selbst Bebel kannte sie damals nicht:86 –, spielten sie für die reale Entwicklung kaum eine Rolle. Bebel und Liebknecht schätzten zwar Marx und Engels als Ideengeber und Berater, bewahrten sich aber eine große Selbständigkeit in taktischen Fragen. Am 27. Mai 1875 wurde das Gothaer Programm auf einem Vereinigungsparteitag der SDAP und des ADAV angenommen. August Bebel hoffte, auf Dauer das „Lassalle’sche Gift“ in diesem Programm durch Erziehung der Parteimitglieder zu überwinden.

#### Bekenntnis zum Marxismus
Nicht zuletzt infolge der Gründerkrise stieg die Zahl der sozialdemokratischen Wähler und Parteimitglieder an. Bei der Reichstagswahl 1877 zogen zwölf Abgeordnete der Sozialdemokraten in den Reichstag ein. Daraufhin nahm die Zahl der staatlichen Repressionsmaßnahmen zu. Im Jahr 1877 wurde Bebel zu neun Monaten Haft verurteilt. Anlass war, dass er in einer Broschüre die Höhe des Militärbudgets dem der Volksschulerziehung gegenübergestellt und argumentiert hatte, dass in Preußen auf einen Lehrer 85 Schüler, in der Armee aber sechs Soldaten auf einen Unteroffizier kämen.

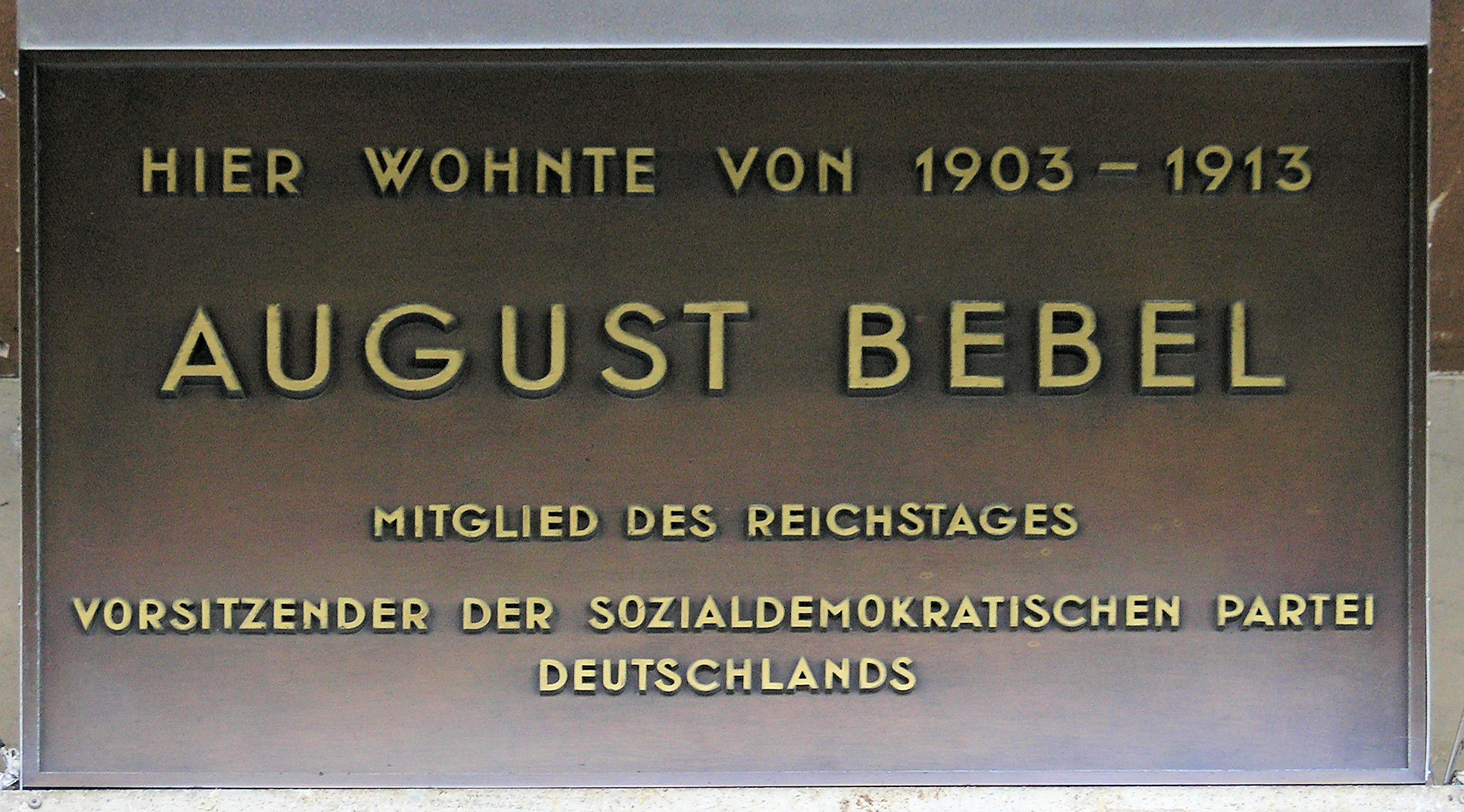
Gedenktafel am Haus Hauptstraße 97 in Berlin-Schöneberg

Parlamentarisch brachte er zusammen mit Fritzsche einen Entwurf zur Gleichberechtigung der Frauen ein. Außerdem forderte er unter anderem eine Regelung der Gefängnisarbeit, das Verbot von Sonntags- und Nachtarbeit und einen besseren Arbeitsschutz für Frauen und Lehrlinge.
In dieser Zeit bekannte er sich deutlich zu der von Engels später ausgearbeiteten Theorie des Wissenschaftlichen Sozialismus. Diese stellte für ihn fortab die Grundlage der Parteiarbeit dar:

„Sobald die Prinzipienfrage bei unserer praktischen Tätigkeit in den Hintergrund tritt […] vielleicht geradezu verleugnet wird, verlässt die Partei den festen Boden, auf dem sie steht und wird eine Fahne, die sich dreht wie der Wind weht. Der prinzipielle Maßstab muss allen unseren Forderungen auch in der Praxis angelegt werden, er muss der Prüfstein bilden, ob wir auf dem richtigen Weg sind oder nicht.“

Auch wenn Bebel in grundsätzlichen Fragen insbesondere mit Engels übereinstimmte, wurden seine Positionen weniger durch die marxsche Theorie als vielmehr durch die Erfahrungen der praktischen politischen Arbeit bestimmt.

### Fabrikant und Privatleben

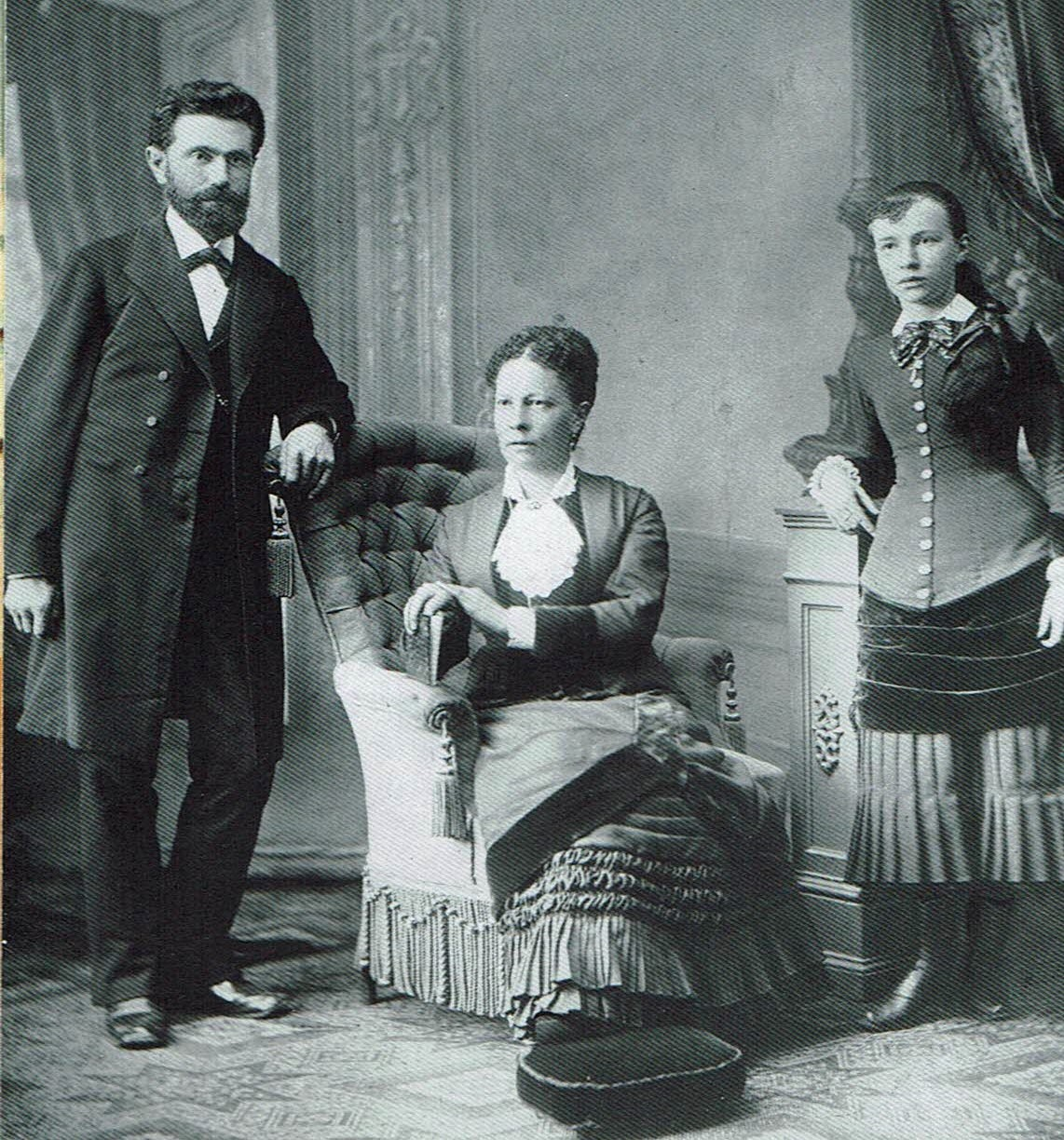
August, Julie und Frieda Bebel

1863 lernte er in Leipzig die Putzmacherin Julie Otto kennen, drei Jahre später war die Hochzeit. Aus der Ehe ging weitere drei Jahre später die Tochter Bertha Friederike hervor. Julie Bebel unterstützte ihren Mann tatkräftig auch in den knapp fünf Jahren seiner wiederholten Inhaftierung. Ein Zeugnis dafür ist der umfangreiche Briefwechsel zwischen beiden. Beruflich hatte Bebel sich auf die Herstellung von Tür- und Fensterklinken aus Büffelhorn konzentriert. Durch den Boom der Gründerzeit konnte er sein Geschäft ausbauen. Die Belegschaft umfasste einen Werkführer, sechs Gehilfen und zwei Lehrlinge. Über seine Motivation, sich als Unternehmer zu betätigen, äußerte sich Bebel in einem Brief an Engels, der aus ähnlichen Gründen selbst über lange Jahre ein erfolgreicher Großkaufmann war, „denn gelingt es mir, eine unabhängige Stellung in geschäftlicher Beziehung zu schaffen, kann ich um so ungehinderter auch für die Partei eintreten.“:32
Der Gründerkrach bedrohte seit 1874 auch Bebels Betrieb. Vor dem wirtschaftlichen Ende bewahrt hat ihn der Einstieg von Ferdinand Issleib als Teilhaber, der die kaufmännischen Belange übernahm. Im Jahr 1876 wuchs das gemeinsame Unternehmen durch den Umzug in eine Fabrik mit Dampfbetrieb. Die Produktpalette wurde um Artikel aus Bronze erweitert. Bebel war im Wesentlichen für den Vertrieb zuständig. Die Geschäftsreisen innerhalb des gesamten Reichs verband er mit seiner Parteiarbeit.
1884 kündigte Issleib die Partnerschaft auf und zahlte Bebel aus. Dieser bezeichnete sich danach als Reisender und Schriftsteller. Seine Mittel waren zu dieser Zeit beschränkt. Fünf Jahre später gab er die Reisetätigkeit völlig auf. Die hohen Auflagen seiner Schriften und seine Einnahmen aus der journalistischen Arbeit für verschiedene Parteiblätter ermöglichten dies. Hinzu kam eine große unverhoffte Erbschaft.
Seine Lebensweise war durchaus bürgerlich zu nennen. In seiner Zeit in Plauen bei Dresden bewohnte die Familie die erste Etage einer Villa. Auch als Bebel seit 1890 in Berlin wohnte, lebte er komfortabel. So verfügte seine Wohnung früh über elektrische Beleuchtung. Nach 1890 lebte er viele Jahre in Schöneberg. Er zog bewusst in den Berliner Westen, wo man besser wohne als irgendwo in Leipzig, wie er an Natalie Liebknecht schrieb.:12 f.

### Unter dem Sozialistengesetz

#### Sozialistengesetz

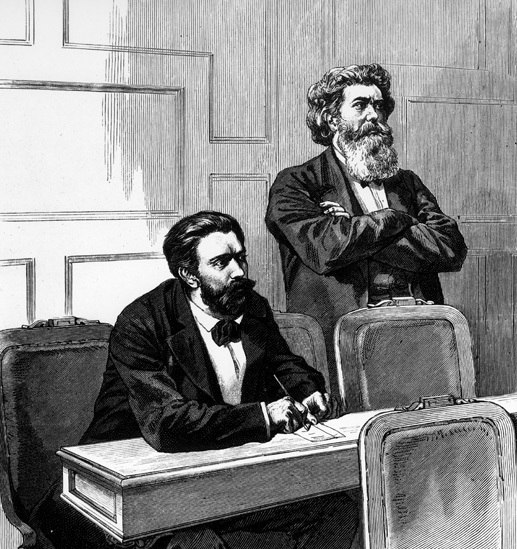
August Bebel (sitzend) und Friedrich Wilhelm Fritzsche während der Rede Otto von Bismarcks zum Sozialistengesetz im Deutschen Reichstag (Holzschnitt nach einer Zeichnung von Georg Koch)

Die beiden Attentate auf Kaiser Wilhelm I. im Jahr 1878, das erste durch Max Hödel am 11. Mai 1878, das zweite durch Karl Eduard Nobiling am 2. Juni 1878, lastete Reichskanzler Otto von Bismarck erfolgreich den Sozialdemokraten an. Der Umsatz der Firma Bebels ging daraufhin zurück, und die Sozialdemokratie büßte bei der Reichstagswahl am 30. Juli 1878 Stimmen und Mandate ein. Der neue Reichstag beschloss am 19. Oktober 1878 mit dem Sozialistengesetz ein weitreichendes anti-sozialdemokratisches Ausnahmegesetz. Die Partei und Nebenorganisationen wie Gewerkschaften sowie Zeitschriften wurden verboten, führende Parteiangehörige aus Berlin ausgewiesen. Durch sein Mandat geschützt, leistete Bebel einen Großteil der Arbeit, um das Überleben der Partei zu sichern. Notgedrungen übernahm er das Amt des Kassierers der Partei und sorgte für Geldsammlungen zugunsten der durch das Gesetz in Not geratenen Mitglieder. Daneben war er als Redner und als Organisator tätig. Unterstützt wurde er dabei von seiner Ehefrau.
Ein zentrales Problem war, dass die sozialdemokratischen Zeitungen entweder verboten waren oder sich nur vorsichtig äußern konnten. Es war Bebel, der sich für die Schaffung eines zentralen Organs einsetzte, das im Ausland gedruckt und nach Deutschland geschmuggelt werden sollte, um so die innerparteiliche Kommunikation aufrechtzuerhalten. Seit 1879 erschien in Zürich (später in London) die Zeitung Der Sozialdemokrat, zunächst von Georg von Vollmar und kurze Zeit später von Eduard Bernstein geleitet. Zum Redaktionskomitee gehörten Bebel, Liebknecht und Fritzsche. Der „Rote Feldpostmeister“ Julius Motteler brachte das Blatt ins Reich. Bebel wurde in dieser Zeit die zentrale und führende Persönlichkeit der Partei. Dieser Meinung war auch die Polizei: Die Entwicklung dürfe „in der Hauptsache davon abhängen, ob Bebel den dominierenden Einfluss, welchen er als der geistig bedeutendste und energischste Führer auf die Partei seit einiger Zeit wieder gewonnen hat, auszubauen verstehen wird.“ Wo Bebel etwa in Wahlversammlungen auftrat, wurde er von den Zuhörern bejubelt. Als 1882 Zeitungen eine Falschmeldung vom Tod Bebels brachte, schrieb Marx:

„Das größte Unglück für unsere Partei! Er war eine einzige Erscheinung innerhalb der deutschen (man kann sagen der europäischen) Arbeiterklasse.“

August Bebel trug erheblich dazu bei, die durch das Verbot teilweise demoralisierten Anhänger zu motivieren. Das Sozialistengesetz führte in einigen Teilen der Partei zu einer Radikalisierung bis hin zur Forderung, Gewalt mit Gewalt zu begegnen. Vom linken Parteiflügel wurde Bebel scharf kritisiert, weil er in einem Artikel einen „nichtnationalistischen Patriotismus“ indirekt anerkannt und sich bei einem Angriff von außen für die Teilnahme der Sozialdemokraten an einem Verteidigungskrieg ausgesprochen hatte.:91 Zwar ließ er auf dem ersten Parteitag der illegalen Partei 1880 auf Schloss Wyden im Kanton Zürich den Begriff „gesetzlich“ aus dem Parteiprogramm streichen, gleichzeitig sorgte er aber auch für den Ausschluss prominenter Vertreter sozialrevolutionärer, tendenziell anarchistischer Ansichten, wie etwa Johann Most und Wilhelm Hasselmann. Der Parteitag verurteilte auf Bebels Antrag hin den Anarchismus als unsozialistisch.
Auf sein Betreiben hin wurde der legalen Reichstagsfraktion der SAP auch die Parteiführung übertragen und die Zeitung Der Sozialdemokrat zum Zentralorgan erklärt. Bebel bemühte sich, die Kontrolle über die politische Linie des Blattes in den Händen der Führung innerhalb des Reichs zu halten. Dennoch kam es immer wieder zu Konflikten, bei denen Bebel unterschiedliche Positionen einnahm. Im Jahr 1882 kritisierte Bebel die Zeitung wegen zu radikaler Äußerungen, während er sie ein Jahr später gegenüber gemäßigten Mitgliedern der Reichstagsfraktion in Schutz nahm. Dem Versuch der Fraktion 1885, die Redaktion faktisch zu kontrollieren, widersetzte sich Bebel.:93–95

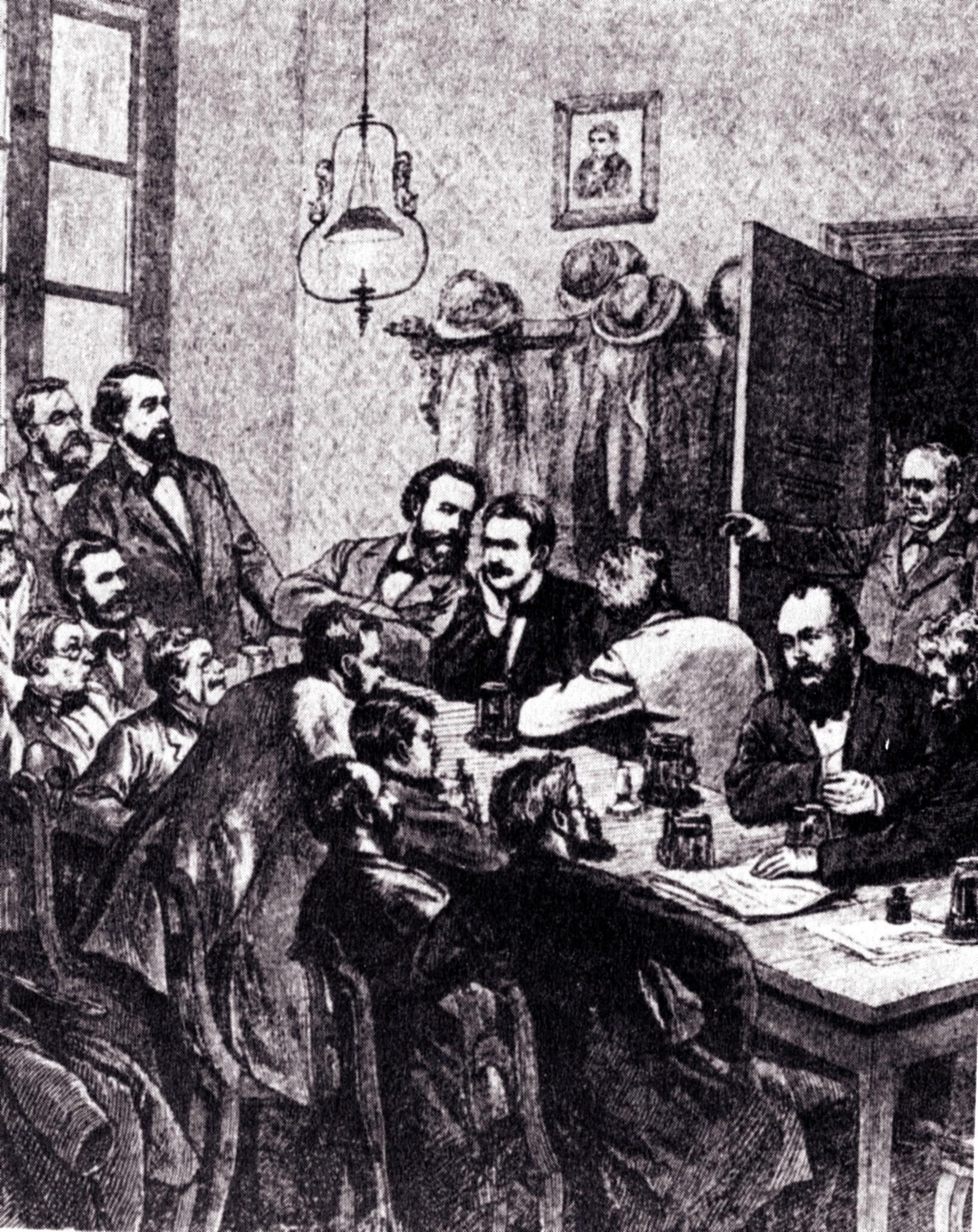
Auflösung einer sozialdemokratischen Versammlung im Jahr 1881. Unter anderen abgebildete Personen: Wilhelm Hasenclever am Tisch sitzend (2. von rechts). Wilhelm Liebknecht stehend vor dem Fenster. August Bebel vor Liebknecht sitzend.

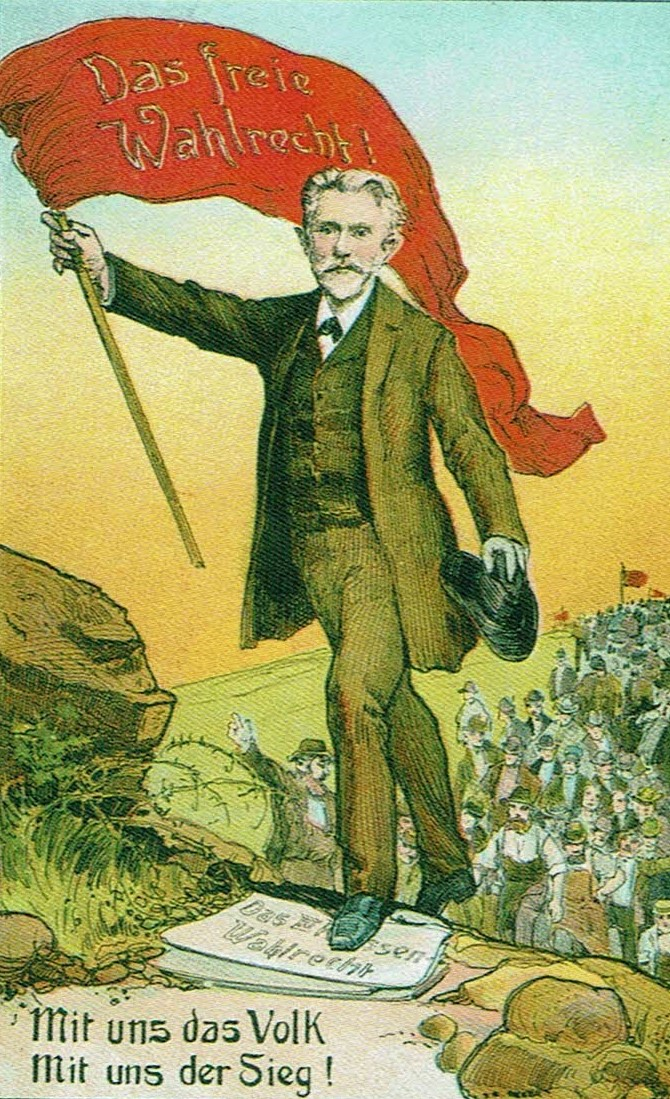
August Bebel mit Fahne für das freie Wahlrecht

Unterstützung erhielt er von Marx und Engels bei einem Besuch in London im Jahr 1880. Insbesondere sein Verhältnis zu Engels wurde im Lauf der Zeit sehr eng, wie rege Korrespondenz zwischen beiden zeigt. Die beiden verband Kritik an den Gemäßigten in der Führung der Partei und in der Reichstagsfraktion.:117 f. Dazu zählte auch Liebknecht, der 1879 die SAP als eine Reformpartei im strengsten Sinn des Wortes bezeichnet hatte und die Unterwerfung der Partei unter das Gesetz betonte. Dagegen entwickelte Bebel ein enges Verhältnis zu Paul Singer.:120 f.
Die polizeiliche Überwachung Bebels führte zu keinen Ergebnissen. 1881 wurde auch über Leipzig der kleine Belagerungszustand gemäß § 18 Sozialistengesetz verhängt. Mittels dieses Paragrafen in Verbindung mit der Verordnung des Gesamtministerium Fabrice, der sächsischen Landesregierung, vom 28. Juni 1881 wurden verschiedene Sozialisten (darunter Bebel, Liebknecht und Bruno Geiser) aus Stadt und Bezirk Leipzig ausgewiesen. Daraufhin zog Bebel mit Wilhelm Liebknecht in eine Vorstadt-Villa nach Borsdorf in der Nähe der Stadt, ehe er 1884 mit der gesamten Familie nach Plauen bei Dresden ging.
1881 wurde Bebel Mitglied der II. Kammer des Sächsischen Landtags. Bei der Reichstagswahl am 27. Oktober 1881 wurde er nicht mehr in den Reichstag gewählt, weil er es ablehnte, ein Wahlabkommen mit der Partei des antisemitischen Hofpredigers Adolf Stoecker einzugehen. Bei dieser Wahl trat Bebel auch in mehreren württembergischen Wahlkreisen mit einer Zählkandidatur an. Wie weit die Arbeiterbewegung zu dieser Zeit noch von ihrem Zenit entfernt war, zeigt sich an einigen Ergebnissen solcher Kandidaturen. So erreichte Bebel bei seiner Zählkandidatur in der Stadt Nürtingen, in der die SPD 17 Jahre später stärkste Partei werden sollte, im württembergischen Reichstagswahlkreis 5 (Esslingen, Nürtingen, Kirchheim, Urach) lediglich eine Stimme.
1882 wurde er erneut für vier Monate inhaftiert. Der Grund war diesmal eine angebliche Beleidigung des Bundesrats. 1883 wurde Bebel durch eine Nachwahl im Wahlkreis Hamburg I wieder Reichstagsmitglied. Er vertrat diesen Wahlkreis bis 1893 und dann wieder von 1898 bis zu seinem Tod 1913.

#### Zwischen Kompromiss und Fundamentalopposition
Bebels Haltung gegenüber der parlamentarischen Arbeit veränderte sich während der Gültigkeit des Sozialistengesetzes. Obwohl er eine zentrale Position in der Reichstagsfraktion einnahm, verstand er sich doch eher als Partei- und weniger als Parlamentspolitiker. Mit der Mehrheit der Parteimitglieder lehnte er Kompromisse im Parlament ab. Vielen der anderen sozialdemokratischen Reichstagsabgeordneten wie Wilhelm Blos, Johann Heinrich Wilhelm Dietz oder Wilhelm Hasenclever warf er vor, sich als „Halbgötter“ zu wähnen, ihre proletarische Herkunft vergessen zu haben und die „Parlamentskomödie“ zu ernst zu nehmen. Anders als nach 1890 gibt es aus dieser Zeit eine Reihe von antiparlamentarischen Äußerungen Bebels: „Mir fängt an, vor dem Parlamentarismus zu grauen“, schrieb er 1885 an Liebknecht.:111 Auch innerhalb der Partei wandte er sich gegen diejenigen, die sich kompromissbereit zeigten. In einem Brief an Ignaz Auer formulierte er 1882:

„Der Differenzpunkt liegt in der ganzen Auffassung der Bewegung als Klassenbewegung, die große weltumgestaltende Ziele hat und haben muss und deshalb keinen Kompromiss mit der herrschenden Gesellschaft eingehen kann, und, wenn sie es täte, einfach zu Grunde ginge, respektive in neuer Gestalt und von der bisherigen Führerschaft befreit, sich regenerierte.“

Allerdings teilten in der Reichstagsfraktion nicht alle Mitglieder diese Auffassung, und es kam zu teils heftigen Auseinandersetzungen, beispielsweise 1884 in einer Debatte um die Subventionierung von Dampferlinien nach Übersee. Während die Fraktionsmehrheit in dieser Frage lediglich ein Sachproblem der Verkehrspolitik sah, handelte es sich für Bebel um eine Grundsatzfrage. „Eine Vertretung der Arbeiterschaft kann unmöglich der Bourgeoisie Subventionen bewilligen.“:51 Damit teilte er in dieser Frage die Meinung eines beträchtlichen Teils der Parteimitglieder. Nach eigener Aussage behielt er jedoch aus Pflichtgefühl gegenüber der Partei sein Mandat.

„Mein persönlicher Wunsch wäre, ich hätte mit dem Parlamentarismus nichts zu tun; ich sehe aber ein, dass ich, einmal vor den Parteikarren gespannt, auch dort mithalten muss, so lange mir das in Ehren möglich ist.“

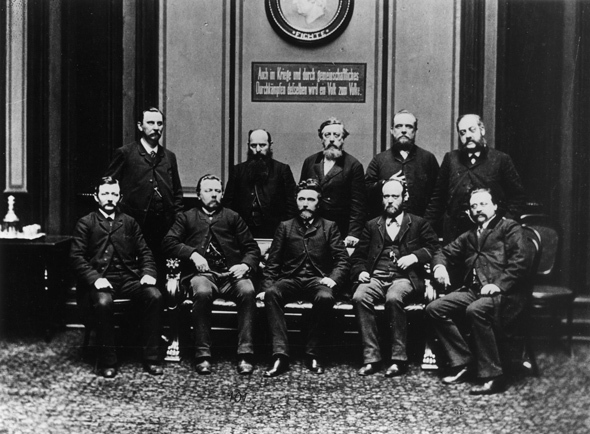
Mitglieder der SAPD-Reichstagsfraktion 1889.
Sitzend, von links: Georg Schumacher, Friedrich Harm, August Bebel, Heinrich Meister, Karl Frohme.
Stehend: Johann Heinrich Wilhelm Dietz, August Kühn, Wilhelm Liebknecht, Karl Grillenberger, Paul Singer.

1882 setzte er sich auf der innerparteilichen Konferenz in Zürich erneut gegen Vertreter einer Kompromisspolitik durch. Auf dem illegalen Parteitag in Kopenhagen Ende März (Ostern) 1883 wurde auf Bebels Drängen die bismarcksche Sozialgesetzgebung als taktisches Manöver deklariert, das die Arbeiter der Partei entfremden sollte.
Auf der Heimreise wurden Bebel und zahlreiche andere Delegierte verhaftet. Das Landgericht in Freiberg verurteilte sie 1886 wegen „gesetzwidriger Verbindung“ (nach § 129 StGB-1871) zu neun Monaten Haft.
Bebel nutzte auch diese Haftzeit zu intensivem Studium und zum Schreiben.
Im Jahr 1887 fand in St. Gallen der letzte Parteitag in der Illegalität statt. Bebels politischer Führungsanspruch war dort unstrittig. Er, Liebknecht und Ignaz Auer wurden in eine Kommission zur Ausarbeitung eines neuen Parteiprogramms gewählt. Bebel setzte sich auch mit seiner Auffassung über den Parlamentarismus durch. Einerseits beruhe die Macht der Sozialdemokratie auf der parlamentarischen Tätigkeit und der Teilnahme an Wahlen, andererseits dürfe die Partei den Parlamentarismus nicht überschätzen. Der Sozialismus sei auf parlamentarischem Wege nicht zu erreichen: „Wer freilich glaube, dass auf dem heutigen parlamentarisch-konstitutionellen Weg die letzten Ziele des Sozialismus erreicht werden könnten, kenne entweder dieselben nicht oder ist ein Betrüger.“:53 1887 brachte er die Ablehnung der sozialdemokratischen Fraktion zur langfristigen Bewilligung des Militäretats auf eine knappe Formel: „Diesem System keinen Mann und keinen Groschen.“:53
Mit Blick auf die Zusammenarbeit mit anderen Parteien hatte Engels für Stichwahlabkommen plädiert. Bebel und die Parteiführung trugen diese Auffassung nur in sehr engen Grenzen mit. Dazu zählte 1884 die Unterstützung für Rudolf Virchow in einem Berliner Wahlkreis gegen den Antisemiten Stöcker. Auch für Bebel spielte die auf Lassalle zurückgehende Charakterisierung der übrigen Parteien als eine „reaktionäre Masse“ noch immer eine wichtige Rolle.:113 f.
Im Reichstag zeigten sich insbesondere bei der Sozialpolitik die Grenzen von Bebels parlamentskritischen Vorstellungen. Bei den bismarckschen Sozialversicherungen hielt er letztlich nur eine Erweiterung der Armenversorgung für richtig, lehnte das Gesetzespaket insgesamt jedoch als unausgegoren ab. Die sozialdemokratischen Reichstagsabgeordneten stimmten daher gegen die Vorlagen. Ganz eindeutig war Bebels Haltung zur Sozialgesetzgebung allerdings nicht. So brachte die Fraktion unter seiner Leitung zahlreiche Änderungsanträge ein. Auch insgesamt arbeiteten die sozialdemokratischen Abgeordneten in vielen Fragen – etwa bei der Beschränkung der Arbeitszeit, der weiteren Einschränkung der Frauenarbeit und der Kinderarbeit – im Sinne der Arbeiter konstruktiv mit. Vorlagen der Regierung versuchten sie durch eigene Anträge zum Nutzen ihrer Wähler zu verbessern. Unausgesprochen erkannten sie damit an, dass soziale Verbesserungen innerhalb des bestehenden Systems möglich waren.:119

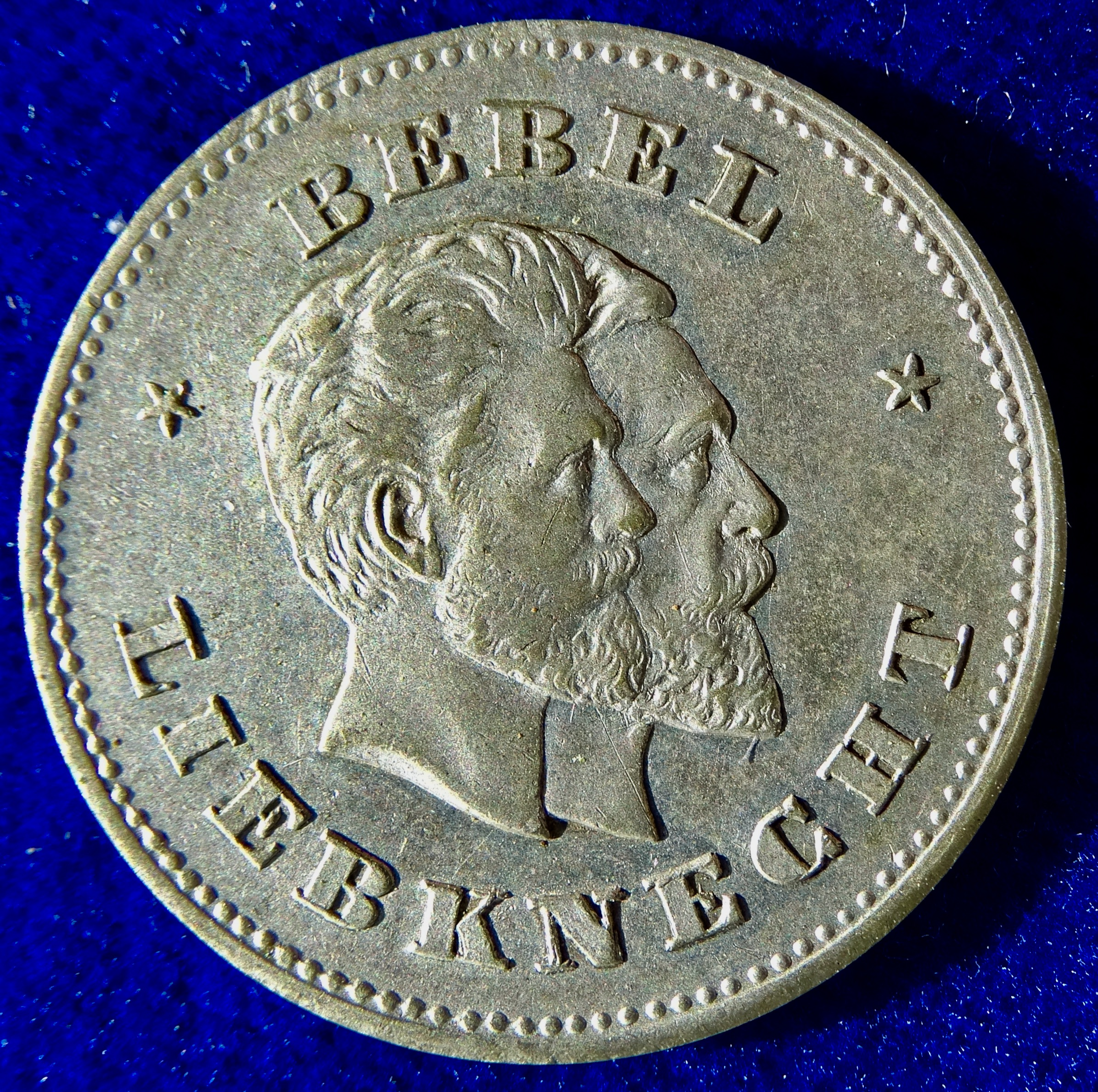
Medaille nach der Reichstagswahl 1890 zum Sieg der SPD, Bebel zusammen mit Liebknecht

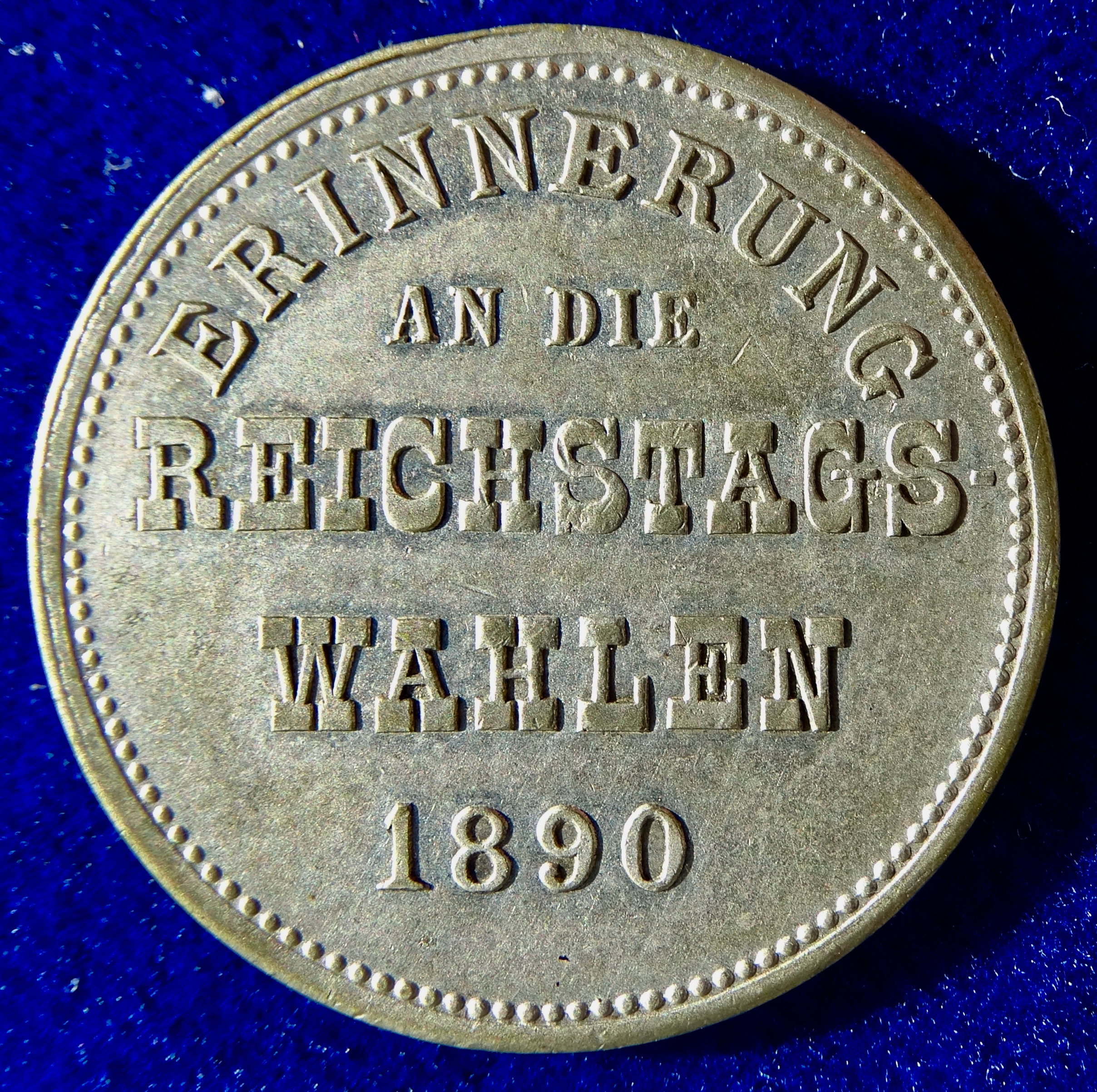
Die Rückseite der Medaille zur Erinnerung an die Reichstagswahl 1890

1889 scheiterte Bismarck mit seinem Versuch, das Sozialistengesetz auf unbegrenzte Dauer zu verlängern. Die Reichstagswahl am 20. Februar 1890 erbrachte starke Gewinne für die Opposition. Die Sozialdemokratie kam auf etwa 20 % der abgegebenen Stimmen und zog mit 35 Abgeordneten gestärkt in den 8. Reichstag ein.

### Weg zur Massenpartei und Flügelkämpfe

#### Parteivorsitzender und großer Redner
Sowohl am Gründungskongress der Sozialistischen Internationale 1889 als auch an der Erarbeitung des Erfurter Programms 1891 war Bebel stark beteiligt. Der schließlich klar marxistische Entwurf stammte im Kern von Karl Kautsky. Im Jahr 1892 wurde Bebels führende Rolle in der Partei, die sich nunmehr SPD nannte, durch seine Wahl zu einem der Vorsitzenden deutlich. Dieses Amt behielt er bis zu seinem Tod. Neben ihm bekleideten Paul Singer und ab 1911 Hugo Haase die Position des Vorsitzenden. Beide standen allerdings im Schatten Bebels.

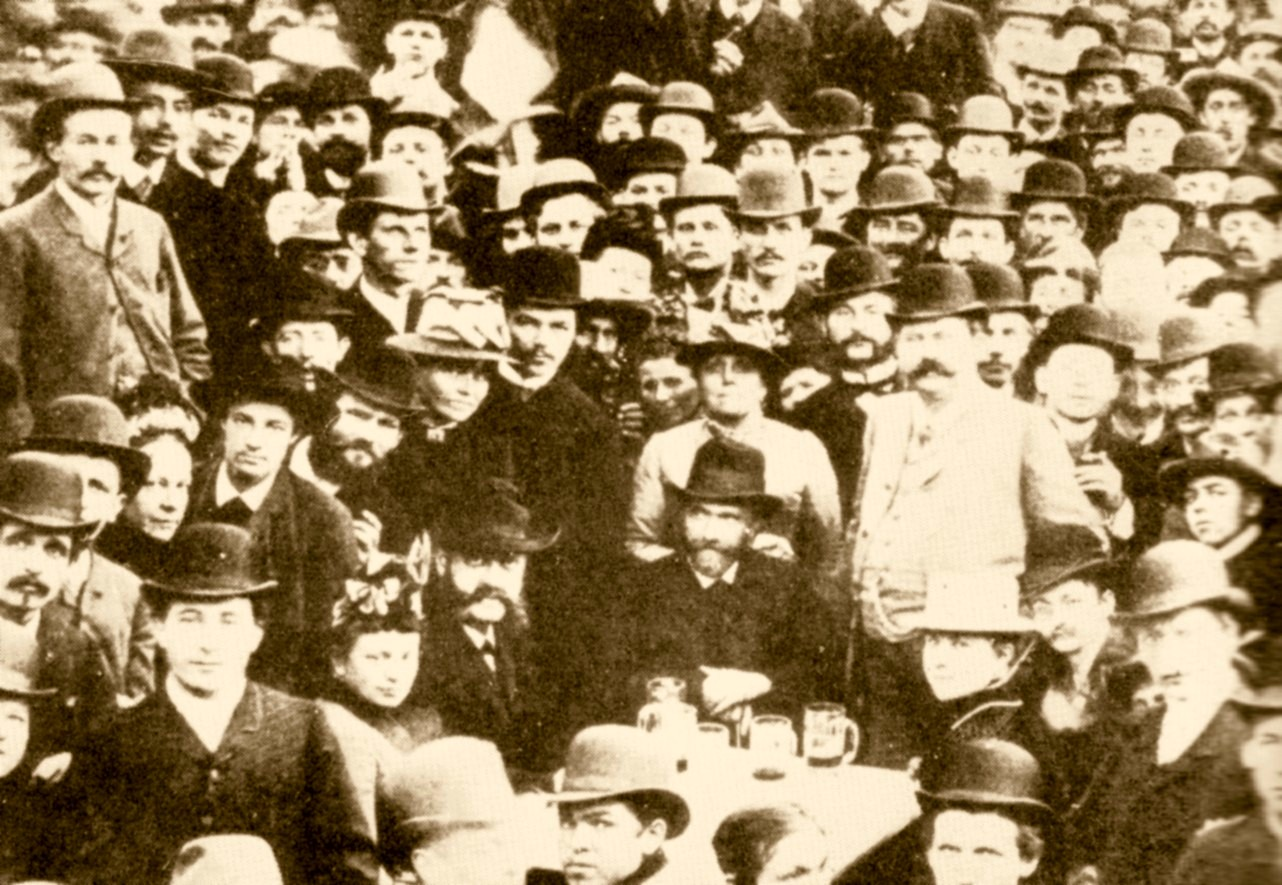
August Bebel und Paul Singer (sitzend am Tisch) während der Maifeier 1890 in Dresden

Bebels Einfluss auf die Entwicklung der sozialdemokratischen Arbeiterbewegung war größer als die jedes anderen Politikers seiner Generation. Er war hauptverantwortlich für die Organisation der Partei und prägte weitgehend ihren Kurs und ihr Bild in der Öffentlichkeit. Seine Ehrlichkeit und Geradlinigkeit machten ihn zum Idol der sozialdemokratischen Anhänger. Durch sein rhetorisches Talent wurden seine Reden zu Erlebnissen für seine Zuhörer. Er erschien ihnen als Sprachrohr ihrer Wünsche und Ziele. Wo Bebel öffentlich auftrat, zog er regelmäßig tausende von Zuhörern an. Noch vor dem Ende des Sozialistengesetzes sprach er 1890 vor etwa 40.000 bis 50.000 Menschen in Hamburg, von denen nur etwa 10.000 in den Versammlungssälen Platz fanden. An seine Frau schrieb er: Als er die Tribüne betrat „gab es einen Beifallssturm, dass die Wände bebten, und dasselbe war der Fall, als ich nach 1,5 stündiger Rede […] die Bühne verließ.“ Nachdem der Vorsitzende ein Hoch auf Bebel ausgebracht hatte, „kannte der Enthusiasmus keine Grenzen mehr.“:145
Bebel war der Ansicht, dass das Ende der bürgerlichen Gesellschaft kurz bevorstehe. Am Endziel seiner Politik ließ er nie einen Zweifel. Es ging um den Sturz der bestehenden Staats- und Gesellschaftsordnung durch die Arbeiterschaft und die Errichtung des Sozialismus. 1891 prophezeite er, dass die meisten der Anwesenden das noch erleben würden. Bebel erwartete die Revolution als sich gesetzmäßig ereignenden „großen Kladderadatsch“, den die Sozialdemokratie nicht gezielt herbeizuführen bemüht sein müsse. Für ihn war die internationale sozialistische Arbeiterbewegung ein „mächtiger Strom, der kein Hindernis mehr kennt.“ Daher rechnete er „mit Siegen“.:166
Gleichzeitig war ihm bewusst, dass viele Anhänger nicht nur auf die Zukunft setzten, sondern nach Veränderungen in ihrer Gegenwart verlangten.

„Den ungeheuren Anhang und das Vertrauen in den Arbeitermassen haben wir nur, weil diese sehen, dass wir praktisch für sie tätig sind und sie nicht nur auf die Zukunft des sozialistischen Staates verweisen, von dem man nicht weiß, wann er kommen wird.“

Die Aufgabe der Partei sei es daher, alles zu tun, „die Lage der Arbeiter […] zu heben und zu verbessern“, soweit dies in der bürgerlichen Gesellschaft möglich sei.:166

#### Innere Konflikte seit dem Erfurter Programm
Auch wenn die Partei seit dem Erfurter Programm klar marxistisch orientiert war, kam es schon bald zu neuen internen Debatten um den richtigen Weg. Dabei spielte Bebel als führende Persönlichkeit der Parteiführung eine zentrale Rolle.

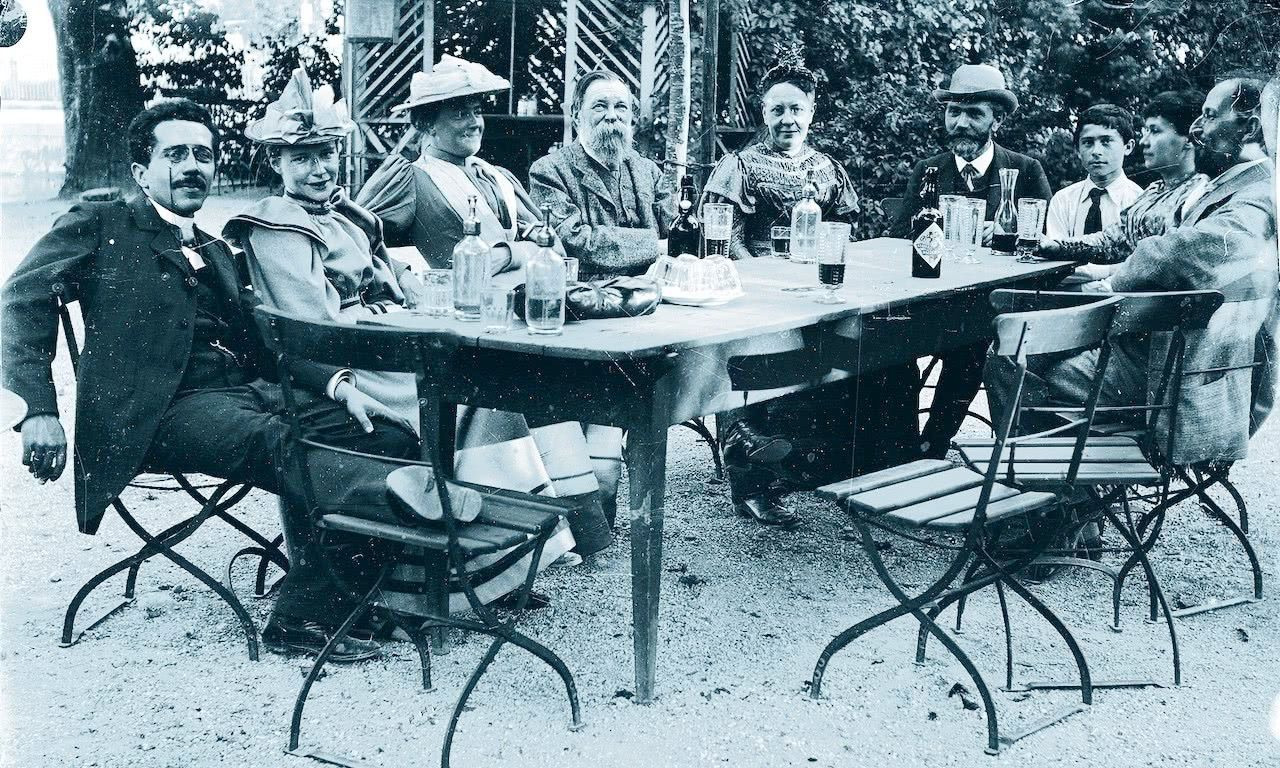
Im Gasthof zum Löwen in Bendlikon bei Zürich 1893.
Von links: Ferdinand Simon (Schwiegersohn Bebels), Frieda Simon-Bebel, Clara Zetkin, Friedrich Engels, Julie Bebel, August Bebel, Ernst Schattner (Stiefsohn Bernsteins), Regine Bernstein und Eduard Bernstein

Die erste Herausforderung kam von den sogenannten Jungen. Sprecher der Opposition waren Bruno Wille und Paul Ernst. Diese kritisierten die Parteiführung als autoritär, befürchteten die Entwicklung der SPD zur Reformpartei, lehnten die Beteiligung an der Parlamentsarbeit ab und vertraten mit Hinweis auf Lassalles ehernes Lohngesetz die Ansicht, dass Lohnerhöhungen im kapitalistischen System sinnlos seien. Die Jungen waren keine Anarchisten, sondern revolutionäre Sozialisten. Bebel fürchtete, dass ein radikaler Kurs neue antisozialdemokratische Gesetze geradezu herausfordern würde. Außerdem setzte er darauf, die politische Macht durch das stetige Wachstum von Anhängern und Wählern ohne Gewalt erringen zu können. Für ihn und die übrigen Mitglieder der Parteiführung war es nicht schwer, die kleine Oppositionsgruppe zu isolieren und die Jungen aus der Partei zu verdrängen.:125–131
Auf der anderen Seite des innerparteilichen politischen Spektrums plädierte Georg von Vollmar, Reichstagsabgeordneter und seit 1893 Fraktionsvorsitzender der Partei in Bayern, für einen reformistischen Kurs. Wichtiger als theoretische Debatten war für ihn der Kampf um praktische soziale Reformen in den Parlamenten. Er bekannte sich auch zur Unterstützung eines Verteidigungskrieges durch die Arbeiter. Bebel sah darin die Aufgabe der zentralen Parteiprinzipien:

„Die Verleugnung der wirklichen revolutionären Ziele der Partei führen nur mit Notwendigkeit zur Versumpfung […] Wir kämpften bisher um alles, was wir vom heutigen Staat erreichen können, aber was wir immer erringen – das ist stets betont worden – ist nur eine kleine Konzession und ändert am wahren Zustand der Dinge absolut nichts.“

Vollmar hatte sich auf dem Parteitag von 1891 Bebel beugen müssen. Allerdings bedeutete dies nicht das Ende des Reformismus. Hinzu kamen bei Vollmar ausgeprägte föderale Vorstellungen. Er befürwortete eine relativ selbständige Politik der Bundesstaaten und war innerparteilich nicht bereit, alle Entscheidungen der Parteileitung zu übernehmen. Im Jahr 1894 stimmte die bayerische Landtags-Fraktion der SPD dem Haushaltsentwurf der Regierung zu, weil dieser Verbesserungen für die Arbeiter enthielt. Bebel kritisierte dies scharf. Auf dem Frankfurter Parteitag von 1894 brachten Bebel und der Parteivorstand eine Resolution ein, die die Landtagsabgeordneten verpflichten sollte, gegen Landesetats zu stimmen. Mit diesem Antrag scheiterte Bebel deutlich an der Parteitagsmehrheit. In der Folge entwickelte sich zwischen Bebel und Vollmar eine öffentliche, teilweise polemische Auseinandersetzung. Bebel warf den bayerischen Abgeordneten vor, Kleinbürger, Opportunisten und Spießbürger zu sein, Vollmar bezeichnete Bebels Verhalten als Rechthaberei und Selbstherrlichkeit. Es gelang Vollmar, auch wegen Bebels Widerstand, nicht, seine Vorstellungen in der Partei durchzusetzen. Andererseits war Bebel in diesem Konflikt aus taktischen Gründen nicht bereit, auf den Parteiausschluss Vollmars zu drängen.:132–142

#### Agrarprogramm und Revisionismusstreit
Das Problem, einen Mittelweg zwischen dem Festhalten an den marxistischen Grundsätzen und praktischer Politik zu finden, bestimmte trotz Absage an den süddeutschen Reformismus weiterhin Bebels politisches Handeln.
Die Hoffnung Bebels, nach dem Ende des Sozialistengesetzes eine parlamentarische Mehrheit zu erreichen, erfüllte sich nicht. Insbesondere scheiterten Versuche, die Landbevölkerung zu erreichen. Daher wurde ein Agrarprogramm zum Schutz der bäuerlichen Betriebe entworfen. Der Parteitag von 1895 lehnte dieses auf Betreiben Kautskys ab, weil es zu weit von marxistischen Prinzipien entfernt sei. Bei aller Hochachtung der Theorie ging dies Bebel entschieden zu weit. Gegenüber Victor Adler äußerte er:

„Die Breslauer Beschlüsse verlängern unsere Wartezeit um mindestens 10 Jahre, aber dafür haben wir das Prinzip gerettet.“

In der politischen Praxis war Bebel durchaus bereit, vom Parteiprogramm abzuweichen. Obwohl der Parteitag 1893 beschlossen hatte, nicht an den Wahlen zum preußischen Abgeordnetenhaus teilzunehmen, sprach sich Bebel 1897 dafür aus. Selbst die Unterstützung bürgerlicher Oppositionspolitiker schloss er dabei nicht mehr aus. Er argumentierte, dass es so vielerorts gelingen könnte, den Arbeitern die schlimmsten Feinde vom Leib zu schaffen. Damit stieß er in der Parteiführung, aber auch an der Basis auf starken Widerstand. Erst im Jahr 1900 konnte er sich durchsetzen. Auch über Preußen hinaus befürwortete er ein Zusammengehen mit bürgerlichen Parteien, sofern dies für die Stärkung der Partei, die Erweiterung der politischen Rechte, die Verbesserung der sozialen Lage oder zur Abwehr „arbeiter- und volksfeindlicher“ Bestrebungen nötig sei. Da auf Bebels Antrag auf dem Parteitag von 1902 hin Wahlabkommen an eine lange Liste von Bedingungen geknüpft wurden, spielte dieser Aspekt in der Praxis keine nennenswerte Rolle. Erst 1912 kam es zu einem Abkommen mit der Fortschrittlichen Volkspartei, was Bebel scharfe Kritik seitens der Parteilinken einbrachte.:167–169, 219–221
Bereits in den 1890er Jahren begann, vorrangig angestoßen durch Eduard Bernstein, im Revisionismusstreit die theoretische Infragestellung der marxistischen Orthodoxie, wie sie Kautsky verkörperte. Bernstein kam ähnlich wie Vollmar zu dem Schluss, dass die SPD sich zu einer linken demokratischen Reformpartei entwickeln müsse. Trotz seiner Freundschaft mit Bernstein lehnte Bebel dessen Ideen entschieden ab, da sie seiner Meinung nach die Grundlagen der Partei bedrohten. Dazu bemerkte er in einem Brief an Victor Adler 1898:

„Mit der Infragestellung der Grundsätze ist auch die Taktik infrage gestellt, ist unsere Stellung als Sozialdemokratie infrage gestellt.“

In den folgenden Jahren bekämpfte Bebel die abwertend als Revisionismus bezeichnete Strömung vehement. Er wie auch Kautsky wollten Bernstein anfangs sogar aus der Partei ausschließen.:181 Erstmals diskutierte der Parteitag von 1899 heftig über Bernsteins Thesen. Letztlich gelang es Bebel, eine im Ton marxistische Resolution durchzusetzen. Allerdings zeigte die Zusammensetzung der Delegierten auch, wie groß die Bandbreite der Auffassungen war. Auf der Linken stand etwa Rosa Luxemburg; dagegen wandte sich eine recht breite „revisionistische“ Gruppe, der z. B. Eduard David angehörte. Zwischen diesen Flügeln hatten das Zentrum um Bebel und die Parteiführung einen schweren Stand.:185 Der Debatte, um den Revisionismus ein Ende zu machen, gelang jedenfalls nicht, zumal Bernstein 1901 aus dem Exil zurückkehrte.
Verschärft wurde der innerparteiliche Konflikt noch, als Vollmar nach dem Wahlsieg 1903 den Vorschlag machte, als stärkste Partei den Anspruch auf einen Platz im Reichstagspräsidium anzumelden. Da dies aber mit dem Gang zu Hofe, der Vorstellung beim Kaiser, verbunden war, lehnte Bebel dies strikt ab. Auf dem Parteitag 1903 in Dresden stellte Bebel fest, dass die Uneinigkeit in der Partei noch nie größer war. Seit dem Streit mit Vollmar hätte er „viel herunterzuschlucken gehabt“, er hätte aber stets versucht, die Gegensätze auszugleichen, „jetzt müssen wir uns endlich einmal klar werden, reinen Tisch machen.“ Der Revisionismus würde in der Partei zwar nie Erfolg haben, aber „er zersplittert unsere Kräfte, er hemmt unsere Entwicklung, er zwingt uns zur Uneinigkeit.“:188 Dagegen wandte sich Vollmar heftig auch mit scharfen persönlichen Angriffen auf Bebel, dem er autoritäre Züge unterstellte:

„Er teilt die Parteigenossen in solche erster und zweiter Güte ein, jawohl, in die wahren und falschen Sozialdemokraten ein. Ich frage Sie: in welchem Ton ist von Bebel zur ganzen Partei gesprochen worden? ‚Ich werde nicht dulden‘, ‚ich werde den Kopf waschen‘, […] ‚ich werde Abrechnung halten‘. Ich, ich, ich – ist das die Sprache eines Gleichen unter Gleichen oder nicht vielmehr die Sprache eines Diktators.“

Bebel antwortete, neun Zehntel der Parteimitglieder lehnten Vollmars Thesen ab, auch wenn die Bürgerliche Presse sie lobe. Auf diesem Parteitag rief er aus:

„Ich will der Todfeind dieser bürgerlichen Gesellschaft und dieser Staatsordnung bleiben, um sie in ihren Existenzbedingungen zu untergraben und sie, wenn ich kann, zu beseitigen. Solange ich atmen und schreiben und sprechen kann, soll es nicht anders werden.“

Bebel gelang es, seine Positionen in der Frage des Reichstagspräsidiums ebenso wie hinsichtlich der formalen Ablehnung des Revisionismus und eines Verbotes der Etatbewilligungen durch die Fraktionen mit großer Mehrheit durchzusetzen. Dies konnte allerdings nicht verhindern, dass sich in der Praxis, vor allem unter Gewerkschaftsführern, eine eher auf praktische Reformen gerichtete Richtung verstärkte.

#### Massenstreikdebatte und Budgetbewilligung
Nach der Russischen Revolution 1905 und der dortigen Bildung von Arbeiterräten (russisch: sowjet) nahm in der deutschen Sozialdemokratie die Bedeutung des linken Flügels zu. Dessen informelle Führung lag bei Rosa Luxemburg. Unterstützt wurde sie unter anderem von Karl Liebknecht und Clara Zetkin. Besonders die Positionierung der Linken in der innerparteilichen Massenstreikdebatte führte zu Konflikten. Hauptgegner Luxemburgs in dieser Frage war der überwiegend auf Reformen setzende („reformistische“) Gewerkschaftsflügel der Partei.

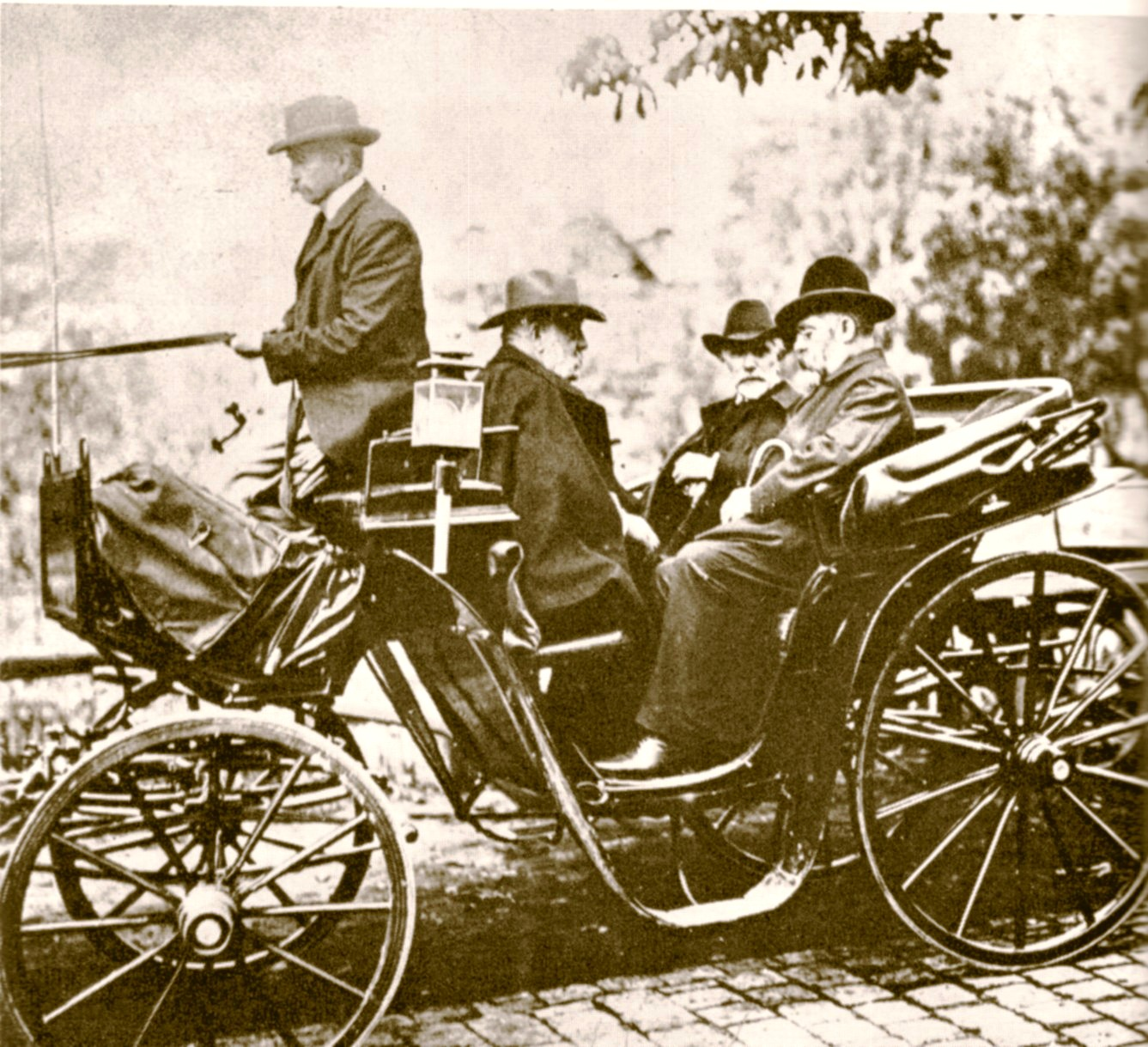
Auf dem Weg zum Parteitag 1905, im Wagen (von links): Paul Singer, August Bebel, Wilhelm Pfannkuch

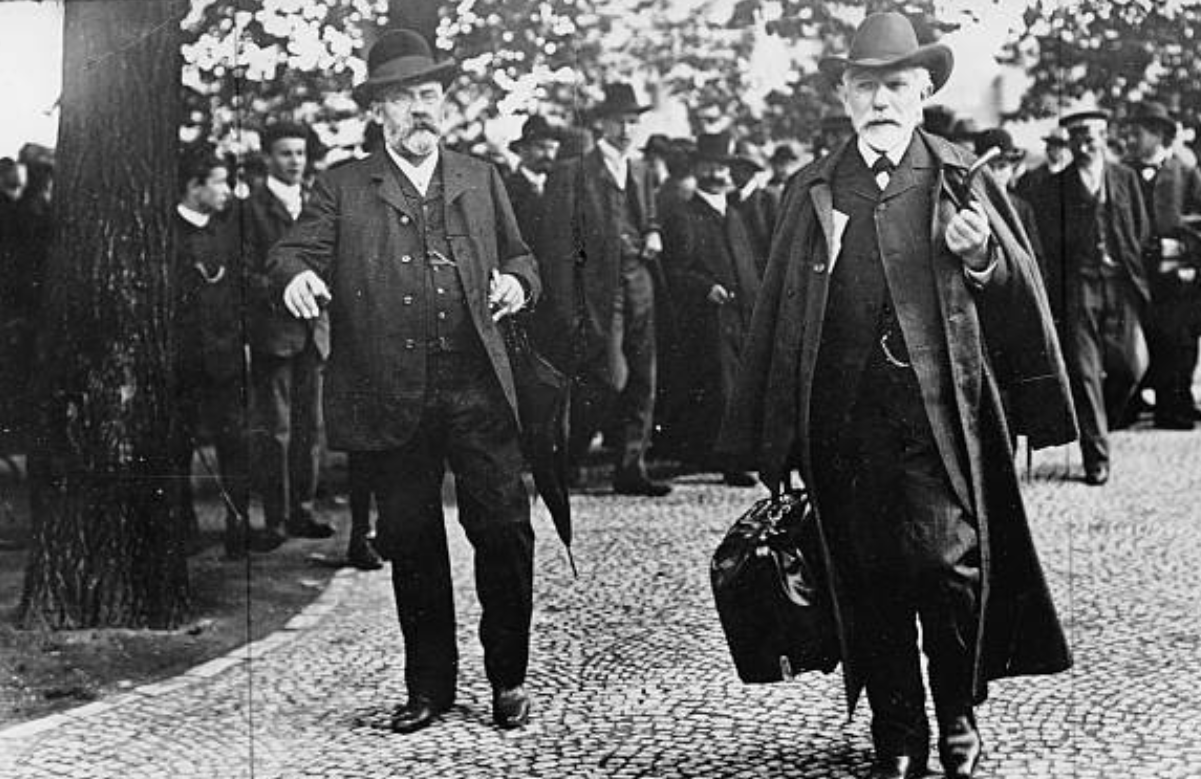
August Bebel (rechts) gemeinsam mit Wilhelm Pfannkuch (links) 1905 in Jena

Auf dem Parteitag in Jena 1905 prallten die Meinungen aufeinander. Bebel versuchte zwischen den Lagern zu vermitteln. In bestimmten Fällen hielt er den Massenstreik für legitim und notwendig. Dies galt insbesondere für die Verteidigung des demokratischen Wahlrechts auf Reichsebene und für die Koalitionsfreiheit.

„Rechte, die wir besitzen, lassen wir uns nicht nehmen, sonst wären wir erbärmliche, elende Kerle. […] Alsdann haben wir allesamt ins Feuer zu gehen, und wenn wir auf der Strecke bleiben.“

Im Gegensatz zu Luxemburg, die im Massenstreik ein Mittel der Offensive sah, war dieser für Bebel nur eine Defensivwaffe. Ein Allheilmittel zur Lösung aller politischen Fragen sah Bebel darin nicht.

„Wir glauben nicht, dass wir die bürgerliche Gesellschaft mit dem Generalstreik aus den Angeln heben können, sondern wir kämpfen um ganz reale Rechte, die Lebensnotwendigkeiten für die Arbeiterklasse sind, wenn sie leben und atmen will.“

Der Parteitag beschloss auf Bebels Antrag hin, den Generalstreik nur als Verteidigungsmittel zur Abwehr von „politischen Verbrechen“ anzuerkennen.:202 f.
Große Teile der Gewerkschaften behielten ihre Reformlinie bei, trotz Bebels Bemühungen, sie für die Position der Partei zu gewinnen. Beschlüsse des Gewerkschaftskongresses gegen den Massenstreik zeigten, wie groß die Unterschiede zwischen Partei und Gewerkschaft waren. Ein Jahr später auf dem Mannheimer Parteitag wiederholte Bebel seine Position. Er betonte aber, dass die Partei zur Auslösung von Streiks auf die Gewerkschaften angewiesen sei, und versuchte, das durch die Massenstreikdebatte belastete Verhältnis zu den Gewerkschaften wieder zu verbessern.

„Wir wollen vor allem Frieden und Eintracht zwischen Partei und Gewerkschaften herbeiführen.“

Der Parteitag stimmte einem Antrag des Vorstands zu, der besagte, dass politische Aktionen ohne aktiven Rückhalt in den Gewerkschaften keine Aussicht auf Erfolg hätten. Damit hatte nicht die Partei, sondern die Generalkommission der Gewerkschaften in der Massenstreikfrage das letzte Wort. Dies bedeutete eine klare Absage an einen offensiven politischen Massenstreik. Am Ende des Parteitages stand mit dem Mannheimer Abkommen die Anerkennung der tatsächlichen Gleichberechtigung von Partei und Gewerkschaften.

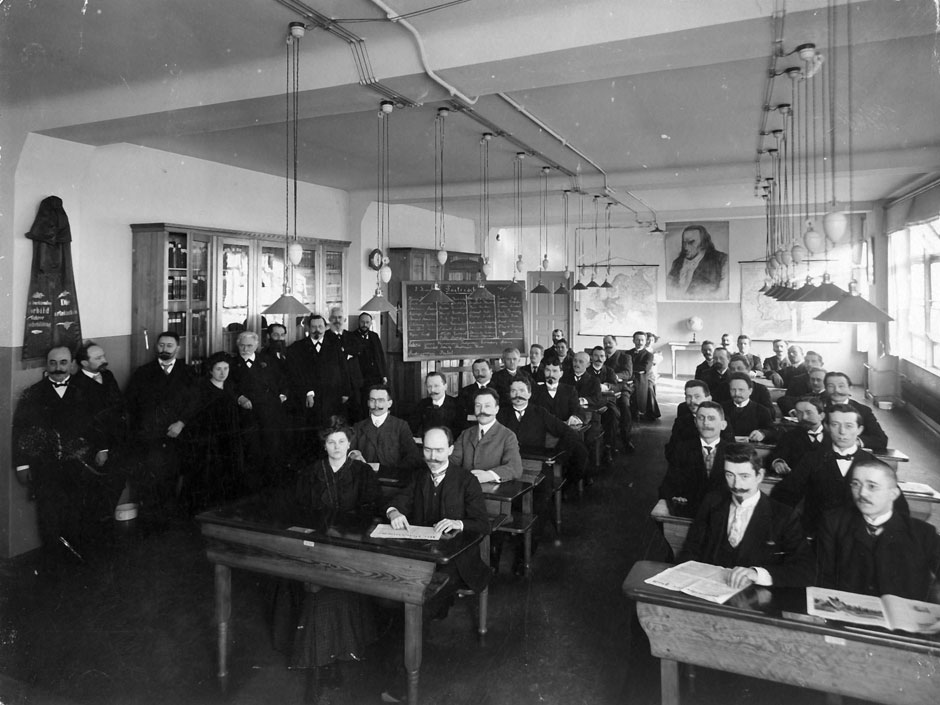
Besuch des Parteivorstandes in der Reichsparteischule der SPD (1907). Dozentin Rosa Luxemburg (stehend, 4. von links), rechts daneben August Bebel. In der rechten Bankreihe, dritte Bank, sitzt zum Gang hin Friedrich Ebert.

Der Massenstreik war auch Thema des Internationalen Sozialistenkongresses von 1907 in Stuttgart. Bebel legte dort eine Resolution zur Frage des Verhaltens der SPD bei einem möglichen Kriegsausbruch vor. In diesem Fall sollten die sozialistischen Parteien das nach ihrer Ansicht Wirkungsvollste tun, um einen Krieg zu verhindern. Von französischer Seite wurde dagegen die konkrete Festlegung auf bestimmte Aktionen wie eben den Generalstreik gefordert. Für Bebel war dies inakzeptabel: Die deutschen Sozialdemokraten würden sich nicht zu Kampfmethoden zwingen lassen, die verhängnisvoll für das Parteileben sein würden. Daraufhin warf ihm der französische Sozialist Gustave Hervé vor, die deutsche Sozialdemokratie sei verbürgerlicht und Bebel zum Revisionisten geworden.:205
Im Zusammenhang mit dem preußischen Wahlrechtskampf 1910 erweiterte Rosa Luxemburg ihr Massenstreikkonzept und fand dafür Zustimmung bei einigen Parteilinken. Der Vorstand, an dessen Spitze weiterhin Bebel stand, lehnte diesen Vorstoß allerdings ab.
Auch die reformistischen Kräfte setzten Bebel weiterhin unter Druck. Trotz klarer Parteitagsbeschlüsse behielt sich etwa die bayerische Landtagsfraktion das Recht vor, je nach Situation dem Landeshaushalt zuzustimmen oder ihn abzulehnen. Die Fraktion stimmte 1908 zu und 1910 dagegen. Ähnliches hatte es auch in Württemberg und Baden bereits gegeben. Auf dem SPD-Parteitag im September 1908 unterstrich Bebel noch einmal, dass eine Annahme des Budgets eine Anerkennung, ja sogar eine Unterstützung des Systems bedeute. Widerstand dagegen kam vor allem von den Süddeutschen Ludwig Frank und Eduard David. Für eine Resolution des Vorstandes in dieser Sache stimmten 258 Delegierte, 119 aber dagegen. Dies zeigt, wie gespalten die Partei in der Budgetfrage war. Offensichtlich war, dass die süddeutschen Sozialdemokraten den Beschluss im Zweifelsfall nicht beachten würden. Als 1910 die Fraktion der SPD in der Badischen Ständeversammlung den Haushaltsplan billigte, war Ludwig Frank bewusst, dass dies auf heftigen Widerstand Bebels stoßen würde.:194 f. Bebel schrieb darüber an Kautsky:

„Jetzt muss die Frage gestellt werden, entweder Anerkennung und Unterwerfung unter die Parteitagsbeschlüsse, oder Austritt aus der Partei.“

1911 verurteilte der Magdeburger Parteitag mehrheitlich sowohl die Massenstreikforderungen Luxemburgs wie auch den „badischen Reformismus“ als Verstoß gegen die Parteidisziplin. Allerdings kam der Ausschluss besonders der Badener nicht in Frage, da dies die Partei gespalten hätte. Der Parteitag beschloss weiterhin, dass Budgetbewilligung in Zukunft ein Parteiausschlussverfahren nach sich ziehen würde. Spätestens 1910 waren die drei Parteiflügel klar voneinander abgegrenzt: der linke um Luxemburg, der reformistische mit Schwerpunkt in Süddeutschland und das marxistische Zentrum um Bebel und Kautsky.:125

#### Politik im Reichstag

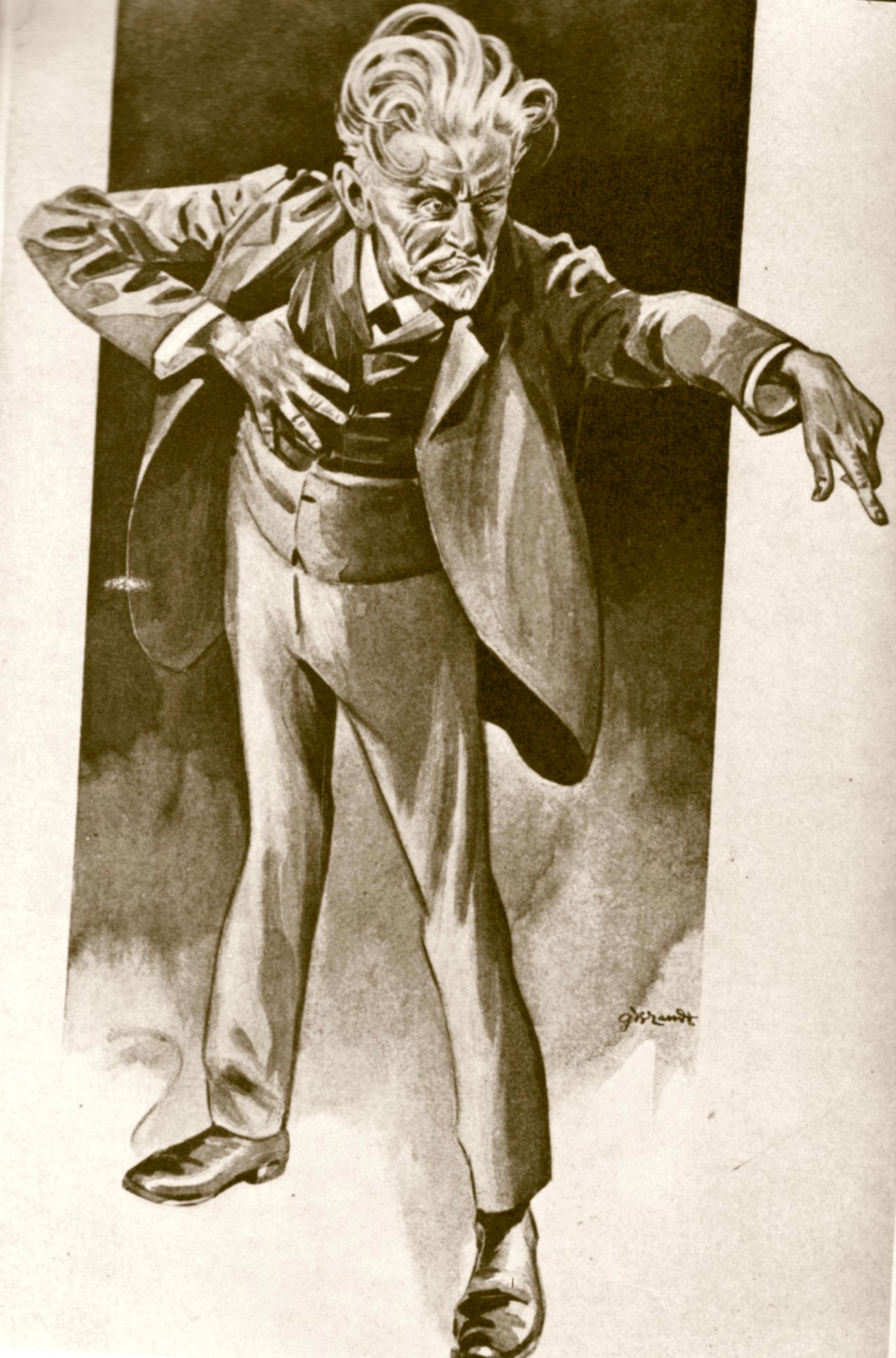
„Der rabiate August“: Bebel als Reichstagsredner. Karikatur von Gustav Brandt für den Kladderadatsch (1903)

Seinem Reichstagsmandat widmete Bebel einen Großteil seiner Zeit. Philipp Scheidemann berichtete eindringlich über die große Bedeutung, die das Parlament für Bebel einnahm.

„Für Bebel war der Reichstag tatsächlich das Hohe Haus, das er nur in Feiertagskleidung betrat, weil hierher das Volk seine Besten, jedenfalls die schicken wollte, die sein Vertrauen genossen und seine Interessen vertreten sollten.“

Bebel nahm seine parlamentarischen Verpflichtungen sehr ernst und war im Reichstag des Kaiserreiches derjenige sozialdemokratische Redner, der die größte Aufmerksamkeit auf sich zog. Er war nicht nur einer der besten Redner, sondern auch einer der fleißigsten Antragsteller. Nicht zuletzt seine zunehmend positivere Haltung gegenüber dem Parlamentarismus führte dazu, dass Rosa Luxemburg Bebel immer kritischer gegenüberstand.

„Die Situation ist einfach die: August und erst recht alle die anderen haben sich für den Parlamentarismus und im Parlamentarismus gänzlich aufgegeben.“

Die Kritik war nicht ganz berechtigt, denn Bebel versuchte nicht auf andere Parteien zuzugehen und Kompromisse zu schließen, um Mehrheiten zu gewinnen. Er blieb stets bei seiner Grundposition. Mit Unverständnis betrachtete er daher das Vorgehen des Zentrumsführers Ludwig Windthorst, der zu Bündnissen mit den verschiedensten Parteien bereit war.:16 f.
Trotz ihrer zahlenmäßigen Stärke waren die Sozialdemokraten im Reichstag noch immer Außenseiter. Als 1912 Reichskanzler Theobald von Bethmann Hollweg sich bei Bebel nach seinem Befinden erkundigte, war dies für ihn ein bemerkenswertes Ereignis.

„Ich gehöre diesem Haus seit 1868 an. Dies war das erste Mal, dass ein Mitglied der Regierung außerhalb der Verhandlungen ein Wort an mich richtete.“

Im Jahr 1894 versuchte Kaiser Wilhelm II. mit der Umsturzvorlage erneut ein antisozialdemokratisches Sondergesetz durchzubringen. Engels forderte daraufhin die SPD zu Massenprotesten auf. Bebel lehnte ab, weil ihm klar war, dass das Gesetz im Parlament mit Hilfe der Zentrumspartei zu Fall gebracht werden würde. Kaum anders erging es der Zuchthausvorlage von 1898. Bebel äußerte im Parlament:

„Ich meine, etwas so Klassenhass Erregendes, etwas so die untersten Schichten Aufrührendes und Aufhetzendes hat es noch nie gegeben, wie diesen Gesetzentwurf. Alle sozialdemokratischen Agitatoren zusammen genommen könnten nicht in so vortrefflicher Weise für die Sozialdemokratie arbeiten, wie es die Verbreitung der Denkschrift für diesen Entwurf tat.“

Bebel beteiligte sich an zahlreichen politischen Auseinandersetzungen. Auch außerhalb des Reichstages wandte er sich gegen die Germanisierungspolitik im Osten Deutschlands. Den Antisemitismus lehnte er als reaktionär ab. Er betrachtete ihn als ein Übergangsphänomen der Mittelschichten:164 f. und hoffte, auch Antisemiten für den Sozialismus gewinnen zu können. Der Ausspruch: „Der Antisemitismus ist der Sozialismus der dummen Kerls,“ wurde ihm fälschlicherweise zugeschrieben. Bebel selbst nennt als Quelle den österreichischen Politiker Ferdinand Kronawetter. Seine diesbezügliche Haltung stellte er auf dem Parteitag 1893 in dem einen Grundsatzreferat dar, das unter dem Titel „Antisemitismus und Sozialdemokratie“ in Broschürenform erschien.
Besonders wichtig war ihm die Militärgesetzgebung. Immer wieder bekämpfte er die preußische Heeresorganisation und trat für eine Milizarmee ein. Er prangerte wiederholt die Schikanen von Offizieren und Unteroffizieren an. Dem Reichstag legte er 1892 eine Materialsammlung vor, die Soldatenmisshandlungen durch Vorgesetzte belegte.:166
Nicht zuletzt kritisierte er die „Politik der Stärke“ und die damit verbundene Aufrüstung. Er bekämpfte schon 1890 die

„Kreise, die in ihrer hypernationalen Eitelkeit meinen, bei dem kleinsten Konflikt mit irgendeinem Staat müsse Deutschland mit der Schneidigkeit eines Reserveleutnants auftreten und um jeden Preis durch Kanonen und Säbelrasseln oder Flottendemonstrationen den Gegner zur blinden Unterwerfung zwingen.“

Letztlich gehe es dem Wilhelminischen Deutschland nur darum, zu „den ersten Kriegsmächten der Welt zu gehören.“:161
Unter der Führung Bebels verfolgte die SPD insgesamt einen klaren Kurs gegen die imperialistische Politik des Deutschen Reichs. Gerade Bebel prangerte in den Reichstagsdebatten immer wieder Menschenrechtsverletzungen in den deutschen Kolonien an. Im Februar 1894 erschien er mit einer „Nilpferdpeitsche“ im Reichstag und verlieh damit seinem Vorwurf Nachdruck, dass deutsche Kolonialbeamte brutal nackte Afrikanerinnen blutig auspeitschen ließen. 1889 kritisierte er die Masseneinfuhr von Branntwein in die Kolonien. Sie ziele darauf ab, die einheimische Bevölkerung zu degenerieren, zu korrumpieren und sie letztlich völlig in die Gewalt zu bekommen.:164 f. Häufig bemängelte er Maßnahmen, die er für Unrecht hielt. So verurteilte er 1900 die Entsendung deutscher Truppen zur Niederschlagung des Boxeraufstands in China. Scharf lehnte er die brutalen Methoden ab, mit denen in Deutsch-Südwestafrika ein Aufstand niedergeschlagen wurde, was heute als Völkermord an den Herero und Nama bekannt ist. Ebenso missbilligte er die Politik des Reichskommissars für Deutsch-Ostafrika Carl Peters. Auf Ablehnung stieß bei ihm auch die deutsche Haltung während der ersten Marokkokrise 1905/06.
Mit großer Sorge sah Bebel, dass sich das deutsch-britische Verhältnis verschlechterte. Vor diesem Hintergrund warnte er vor einer Vergrößerung der Kaiserlichen Marine. Insbesondere seine Kritik an den Flottengesetzen führte dazu, dass er „die Flucht in die Geheimdiplomatie“ antrat. Seit Jahren hatte er über Heinrich Angst, den britischen Generalkonsul in der Schweiz, in Kontakt mit britischen Regierungskreisen gestanden. Verschiedene Male warnte er die britische Regierung vor einem Nachlassen ihrer Rüstungsanstrengungen. Er verlangte, dass Großbritannien versuchen sollte, durch verstärkte Aufrüstung Deutschland zum Einlenken zu bewegen. Bis kurz vor seinem Tod lieferte er politische Einschätzungen und Berichte an die Briten.
Während Bebel für ein Bündnis mit Großbritannien eintrat und einen Krieg zwischen Deutschland und Frankreich strikt ablehnte, war sein Verhältnis gegenüber Russland ein anderes. Wie Marx sah er im Imperialismus des Russischen Kaiserreichs die größte Gefahr für den Frieden. Gleichzeitig betrachtete er Russland als eine Stütze der Reaktion in Deutschland:

„Dort im Osten steht unser wahrer und einzig gefährlicher Feind. Gegen ihn müssen wir auf der Hut sein und unser Pulver zu Lande trocken halten.“

Gegenüber der so empfundenen Bedrohung durch Russland äußerte er gar patriotische Ansichten. Die Sozialdemokraten würden Deutschland verteidigen, „weil es unser Vaterland ist, […] weil wir dieses unser Vaterland zu einem Land machen wollen, wie es nirgends in der Welt in ähnlicher Vollkommenheit und Schönheit besteht.“
Auf dem Parteitag der SPD 1907 sagte er, im Falle eines Krieges gegen Russland sei er als „alter Knabe noch bereit, die Flinte auf den Buckel zu nehmen und in den Krieg gegen Russland zu ziehen.“:263
Innerhalb seiner Fraktion war Bebel eine Führungsfigur, vermochte sich aber nicht in allen Belangen durchsetzen. Als er 1902 z. B. einen Antrag zur Abschaffung des § 175 StGB und damit gegen die Strafverfolgung homosexueller Männer einbringen wollte, scheiterte er an der Mehrheit der Fraktionsmitglieder.:222 In den letzten Jahren konnte Bebel, der aus gesundheitlichen und familiären Gründen überwiegend in Zürich lebte, nicht mehr an den Parlamentssitzungen teilnehmen; er versuchte aber wenigstens in den Fraktionssitzungen anwesend zu sein. Im Jahr 1911 hielt er seine letzte große außenpolitische Rede und warnte vor jeder Kriegspolitik. Seine häufige Abwesenheit führte dazu, dass die unterschiedlichen Kräfte in der Fraktion immer mehr auseinanderstrebten. Bestimmte Strömungen hielten Sonderkonferenzen ab, und es entstanden faktisch Unterfraktionen.:224

### Schriftstellerische Tätigkeit

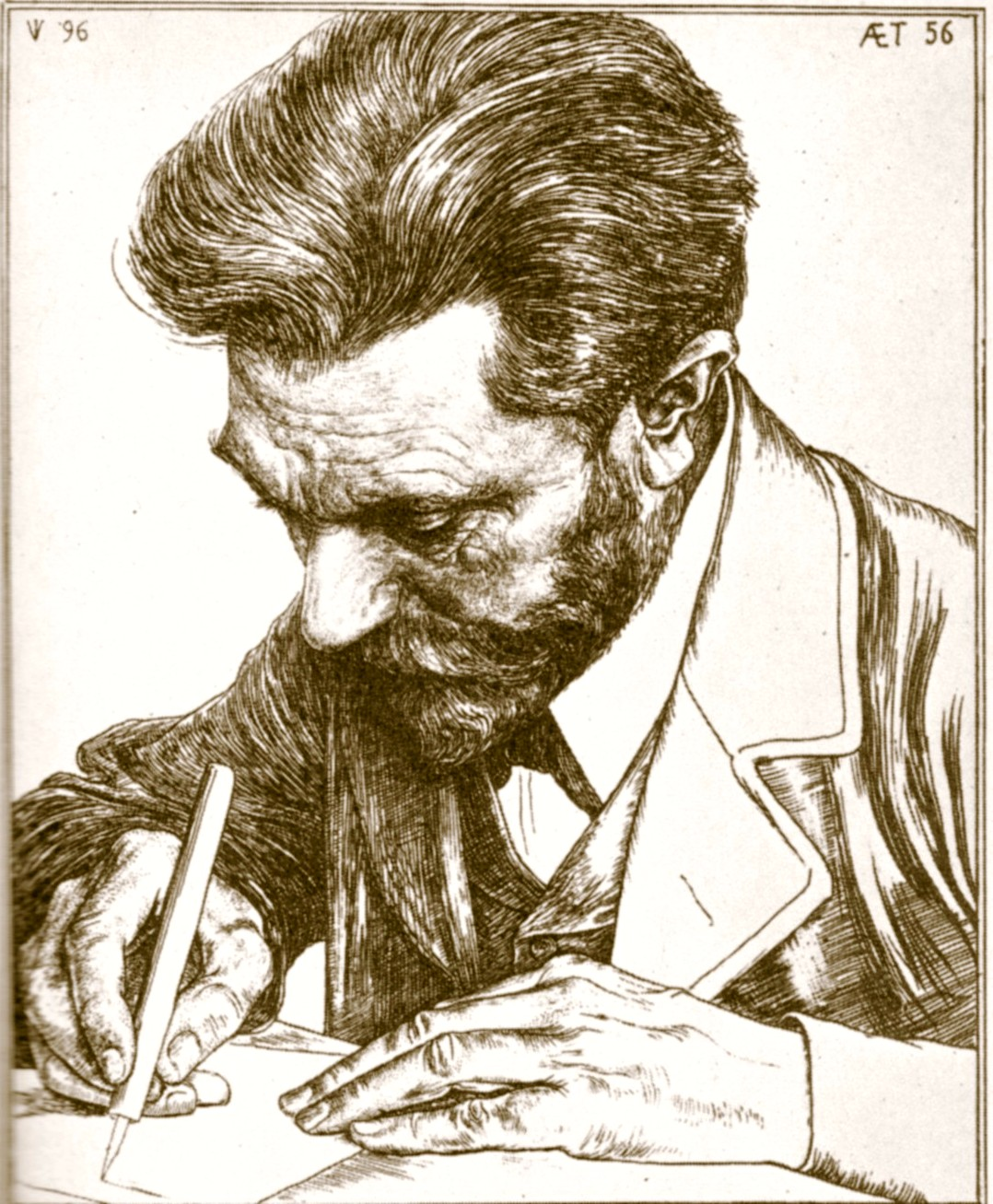
August Bebel 1896 (Holzstich von Jan Veth)

August Bebel verstand sich selbst nie als sozialistischer Theoretiker. Tatsächlich war er jedoch für die Entwicklung der Partei auch als Autor von Agitationsschriften, tagespolitischen Zeitungs- und Zeitschriftenartikeln, aber auch von wirkungsmächtigen größeren Schriften und Büchern wichtig.
Er schrieb in den Zeitungen Arbeiterhalle, Demokratisches Wochenblatt, Volksstaat oder Vorwärts. Auch für Die Neue Zeit arbeitete er häufig. Von seinen direkt parteipolitischen Schriften war die vielfach neu aufgelegte Broschüre Unsere Ziele (1870) besonders wirkungsvoll.
Daneben publizierte er über historische Themen. Im Zwickauer Gefängnis Schloss Osterstein entstand 1874/75 seine Arbeit über den Bauernkrieg von 1525. Sie war weniger bedeutend als die Studie von Friedrich Engels zum selben Thema, die Bebel damals nicht kannte. In derselben Zeit verfasste er eine kleine Schrift über den Frühsozialisten Charles Fourier, die später mehrere Auflagen erlebte. Im Gefängnis beschäftigte er sich 1884 intensiv mit der Geschichte des arabischen Orients und veröffentlichte 1884 das Werk Die mohammedanisch-arabische Kulturperiode. Es beleuchtet den damaligen Kenntnisstand der Geschichte der arabischen Reiche des Orients bis zum Aufstieg des Osmanischen Reichs zur Großmacht im 16. Jahrhundert aus der Sicht eines marxistisch gebildeten Autodidakten. Dabei hob er die Rolle der islamischen Kultur des Mittelalters in Spanien und dem Orient als Mittler zwischen klassischer griechisch-römischer Antike und Neuzeit hervor, sowie die Toleranz der islamischen Kultur gegenüber religiösen Minderheiten, insbesondere dem Judentum, und stellte dies dem intoleranten und engstirnigen Christentum gegenüber, das in der Zweiten Hälfte des 19. Jahrhunderts sowohl in der römisch-katholischen als auch protestantischen Ausprägung offiziell Antisemitismus und Intoleranz gegenüber Angehörigen nichtchristlicher Religionen und Atheisten predigte. Als Atheist wandte er sich auch in anderen Schriften gegen den Protestantismus und den Katholizismus seiner Zeit. Christentum und Sozialismus waren für ihn unversöhnbare Gegensätze.
Sein wohl einflussreichstes Werk war Die Frau und der Sozialismus (1879) mit zahlreichen Neuauflagen bis in die Gegenwart, die Übersetzung ins Englische 1885 (Woman in the Past, Present and Future) durch Bebels Bekannte Hope Bridges Adams Lehmann sorgte für den Durchbruch in der anglo-amerikanischen Welt. Allein zu seinen Lebzeiten erschienen 52 Ausgaben. Mit der 50. Auflage im Jahr 1910 erlangte das Buch die noch heute vorliegende Form, bis 1913 wurde es in 20 Sprachen übersetzt. Darin fordert er die berufliche und politische Gleichberechtigung der Frau. Eingearbeitet hat Bebel zahlreiche Aspekte aus Medizin, Naturwissenschaften, Rechtswissenschaft und der Geschichte. Er verband seine Schilderung der Lage der Frau im Zeitverlauf mit der Kritik an der bestehenden gesellschaftlichen Ordnung. Erst eine sozialistische Gesellschaft bringe das Ende der Frauendiskriminierung. Schließlich skizzierte Bebel den sozialistischen Zukunftsstaat. Nach der Aufhebung des Privateigentums an Produktionsmitteln würden auch zahlreiche gesellschaftliche Übel abgestellt, staatliche Organisationen überflüssig, und die Religion würde verschwinden.
Das Werk wurde auch außerhalb der Partei wahrgenommen, jedoch größtenteils als unwissenschaftlich zurückgewiesen. Eugen Richter verarbeitete die Inhalte in seinen Sozialdemokratischen Zukunftsbildern. Die Frau und der Sozialismus gehörte in Arbeiterkreisen für Jahrzehnte zu den wirkungsvollsten Agitationsschriften.
Neben dieser klar zukunftsbezogenen Schrift verfasste Bebel auch Werke, die auf die Verbesserung der Lebens- und Arbeitsbedingungen in der Gegenwart abzielten. Dahinter standen neben Sachkenntnis auch intensive Beschäftigung mit den Daten und Fakten. Im Jahr 1880 erschien eine Arbeit über die Lage der sächsischen Weber, 1888 schrieb Bebel über die Sonntagsarbeit und 1890 verfasste er eine detailreiche Darstellung der Arbeitsverhältnisse der Bäckergesellen. Die Daten stammten aus staatlichen Untersuchungskommissionen. Bebels Arbeiten trugen zur Abstellung einiger der dargestellten Missstände bei.
Für die Partei von großer Bedeutung waren die jeweils zu den Reichstagswahlen erscheinenden Rechenschaftsberichte über die parlamentarische Arbeit der zurückliegenden Legislaturperiode. Bebels Plan, eine Geschichte der deutschen Sozialdemokratie zu schreiben, zu der er schon Vorstudien begonnen hatte, konnte er aus Zeitgründen nicht umsetzen.
Im Jahr 1909 begann Bebel mit der Niederschrift seiner Autobiografie. Diese erschien unter dem Titel „Aus meinem Leben.“ Im Jahr 1910 erschien der erste Teil, ein Jahr später der zweite. Den dritten Teil konnte Bebel nicht mehr vollenden. Die Darstellung endet 1883. Abgesehen von den ersten Kapiteln über seine Jugend schrieb er mehr über die politische Entwicklung und weniger über seine Person selbst. Für die Geschichte der frühen Sozialdemokratie ist das Werk als Quelle von großer Bedeutung.

### Letzte Jahre und Tod

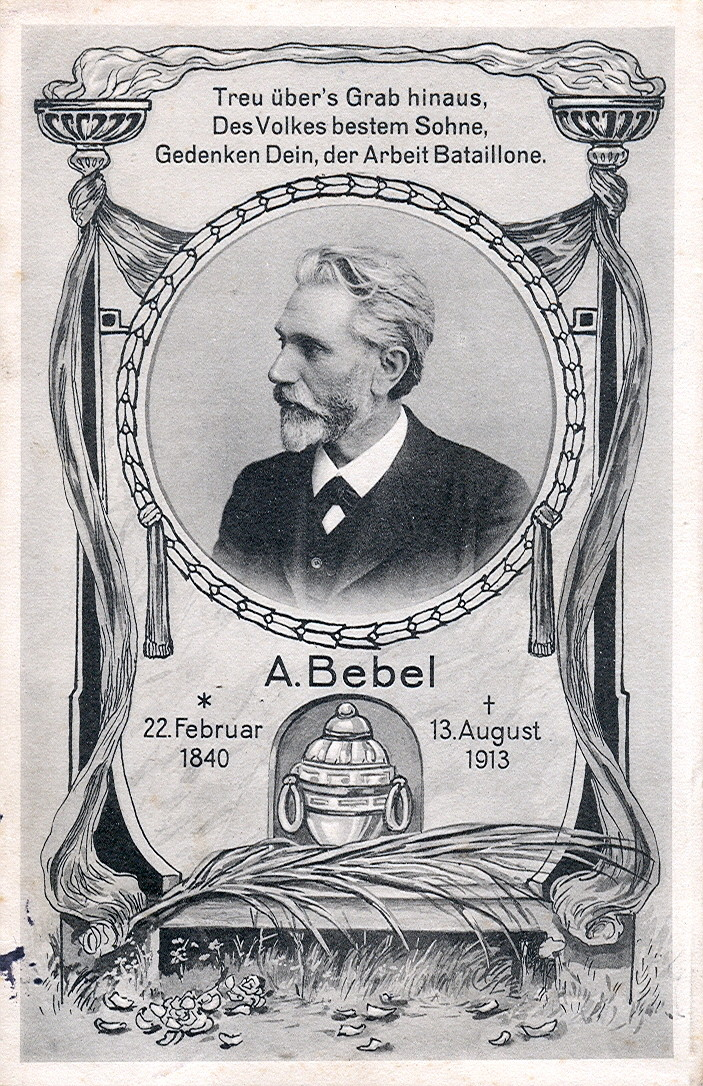
Postkarte zum Tod des „Arbeiterkaisers“ August Bebel, 1913

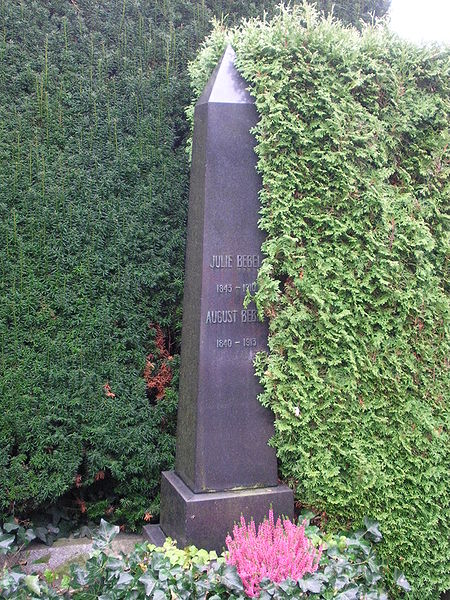
Grabmal Bebels auf dem Friedhof Sihlfeld in Zürich

Im Mai 1888 erkrankte seine Tochter Bertha Friederike (Frieda). Ab 1889 studierte Frieda Bebel (1869–1948) in Zürich Medizin, ein Entschluss, bei dem sie ihr Vater bestärkt hatte.:265
Seit den späten 1890er Jahren hielt sich Bebel meist in Zürich auf. Dort lebte seine Tochter mit ihrem Mann Ferdinand Simon (1864–1912). Die Ehe der beiden war, dem Zeitzeugen Heinrich Lux zufolge, „überaus glücklich“. 1894 wurde Bebels einziger Enkel Werner (1894–1916) geboren. 1897 ließ sich Bebel in Küsnacht an der Seestrasse 176 eine Zehn-Zimmer-Villa, die „Villa Julie“, mit eigenem Bootssteg zum Zürichsee bauen. Er und seine Ehefrau wohnten im Dachgeschoss, der Rest des Hauses wurde vermietet. Das Haus verkaufte er später; schließlich lebte er in einer Wohnung in Zürich.:234
Geistig blieb Bebel bis an sein Lebensende unbeeinträchtigt. Er litt aber seit langem an seiner schwachen körperlichen Verfassung. Seit 1907 kam ein schweres Herzleiden dazu. Den Rat seiner Ärzte, jede parlamentarische und agitatorische Tätigkeit aufzugeben, ignorierte er.
In seinen letzten Jahren musste er eine Reihe persönlicher Schicksalsschläge hinnehmen. Seine Ehefrau Julie starb 1910. Sein Schwiegersohn, der Mediziner Ferdinand Simon, infizierte sich bei einer bakteriologischen Untersuchung und starb 1912. In der Folge musste Frieda wegen schwerer Depressionen in ein Sanatorium eingeliefert werden. Nachdem sich ihr Zustand gebessert hatte, lebte sie mit ihrem Vater zusammen. Der frühe Tod seines Schwiegersohns schmerzte Bebel tief. Hinzu kam die Übernahme von zusätzlicher Verantwortung für Tochter Frieda Simon und den noch minderjährigen Enkel Werner Simon.:713
Innerhalb der Partei waren die meisten seiner alten Vertrauten bereits verstorben. Er wurde zwar in der Partei und der Internationale hoch verehrt, aber enge Freunde, außer Victor Adler in Wien, hatte Bebel nicht mehr. Den Männern der neuen Führungsgeneration in der SPD stand er persönlich nicht nahe. Mit Hugo Haase verstand er sich nicht besonders gut, und Friedrich Ebert erschien ihm als zu rechts. Zum letzten Mal trat Bebel zu Pfingsten 1913 in Bern auf. Dort hatten sich Mitglieder des deutschen Reichstags und der Landtage mit Vertretern aus Frankreich zu einer großen Verständigungskonferenz getroffen, die von Ludwig Frank initiiert worden war.:94
Am 13. August 1913 starb August Bebel in Passugg in der Schweiz während eines Sanatoriumsaufenthaltes an Herzversagen. Er wurde in Zürich unter großer Anteilnahme der örtlichen Bevölkerung auf dem Friedhof Sihlfeld beigesetzt, nachdem er im Volkshaus „unter einem Wald von Kranzgebinden“ öffentlich aufgebahrt worden war, wo 50.000 Menschen schweigend an ihm vorbeizogen.:740 Aus zahlreichen Ländern waren Delegationen zur Beerdigung angereist. Auch der kilometerlange Trauerzug vom Volkshaus zum Friedhof führte durch ein Spalier von tausenden Menschen.
Bis zu seinem Tod blieb Bebel der allseits anerkannte Führer der deutschen Sozialdemokratie. Auch innerhalb der Sozialistischen Internationale genoss Bebel ein weltweites Ansehen, wie es nach ihm als deutscher Sozialdemokrat wohl nur noch Willy Brandt erreichte.

## Postume Rezeption

### Arbeiterbewegung
Eduard Bernstein bezeichnete 1913 ihn in seinem Nachruf als „Verkörperung der Partei“ und als „Dolmetscher“ ihres Denkens und Empfindens. Sein Auftreten mochte diktatorisch erscheinen, doch stehe seine demokratische Gesinnung außer Zweifel.
Im Jahr 1947 gründeten sozialdemokratische Verleger aus Berlin das August Bebel Institut, „um damit in historischer Verantwortung den Wiederaufbau einer sozialen und demokratischen Gesellschaft auf den Weg zu bringen“.
1950 regte Bundespräsident Theodor Heuss bei Kurt Schumacher an, eine Bebel-Biografie schaffen zu lassen, „um dieser Persönlichkeit als einem Stück deutscher Geschichte gerecht zu werden.“
Zum 90. Jahrestag von Bebels Tod schrieb Horst Heimann 2003 im Vorwärts:

„Willy Brandt erwähnte stolz das Urteil der Züricher Wochen-Chronik zum Tod von August Bebel‚ dass des 73-Jährigen unerwarteter Tod in der ganzen Welt ein größeres Aufsehen erregt hat, als der eines gekrönten Hauptes‘. Und Brandt fügte hinzu: ‚August Bebel starb wie ein Kaiser. Und er war es ja auch gewesen – lange zu Lebzeiten: ein Kaiser der Arbeiter und der kleinen Leute.‘“

### Frauenbewegung

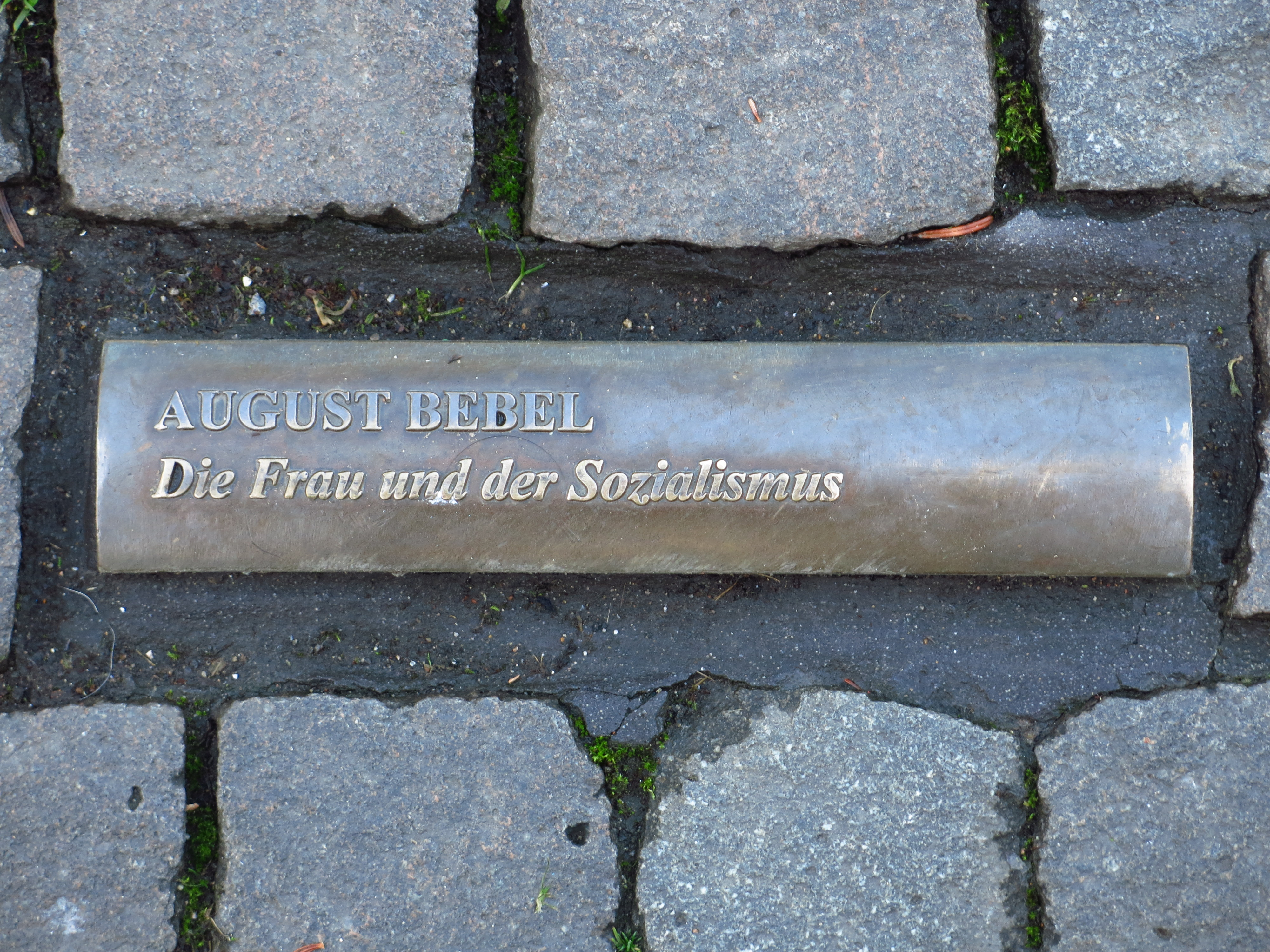
Das Mahnmal zur Bücherverbrennung auf dem Bonner Markt; In das Pflaster des Bonner Markt sind insgesamt 60 sichtbare Buchrücken, sogenannte „Lesezeichen“, verteilt, die sich an der Rathaustreppe, dem Ort, an dem die Bücher am 10. Mai 1933 verbrannt wurden, verdichten.

Bebel gilt als einer der wichtigsten Exponenten der marxistischen Frauenemanzipationstheorie, sein Buch Die Frau und der Sozialismus war für die zeitgenössische Frauenbewegung von großer Bedeutung und wurde europaweit intensiv rezipiert. Belegt ist dies u. a. von Bertrand Russells Frau Alys Russel, Ottilie Baader, Marie Juchacz, Agnes Robmann und Betty Farbstein sowie bei Auguste Fickert, die Bebels Überzeugung teilte, Geschlechtergerechtigkeit sei im Kapitalismus nicht zu verwirklichen. Die im radikalen Flügel der bürgerlichen Frauenbewegung engagierte Pazifistin Lida Gustava Heymann hatte bereits als Achtzehnjährige Die Frau von Bebel erstanden. In ihren im Zürcher Exil aufgeschriebenen Lebenserinnerungen fasst sie zusammen:

„Was deutsche Sozialisten wie Marx, Engels, Bebel, Vollmar u. a. – auch wenn man deren starren Marxismus ablehnt – durch ihre Schriften und ihrer parlamentarischen Tätigkeit zur Befreiung der Frauen beitrugen, wurde von der radikalen Frauenbewegung stets mit Dank anerkannt. Es ist geschichtliche Tatsache und festes Fundament der Frauenbewegung geworden.“

Die Behandlung der Frauenfrage durch Bebel als sogenannter Nebenwiderspruch (im Gegensatz zum Hauptwiderspruch, nämlich dem Klassenkampf) stieß in Kreisen der Frauenbewegung auch auf Widerspruch. So sah etwa die feministische Schriftstellerin Johanna Elberskirchen die „Herrschaft des Sexus“ als vorrangig an.
Auch eine politisch interessierte und aktive Frau wie Marie Baum, die der Sozialdemokratie nie beitrat, wollte sich in ihrer Berliner Zeit einen Vortrag von August Bebel nicht entgehen lassen:
„Als ich, an die Bewegungsfreiheit der Schweiz gewöhnt, einem Vortrag von Bebel im überfüllten Saal von glücklich gesichertem Platz entgegensah, ertönte plötzlich der Ruf des überwachenden Polizeibeamten, daß ‚Frauen und Lehrlinge‘ den Saal zu verlassen hätten – und ich mußte mich fügen!“
Insbesondere die Zeitschrift Die Gleichheit, im Verständnis ihrer langjährigen Redaktionsleiterin Clara Zetkin vor allem ein sozialistisches Organ klassenbewusster Proletarierinnen, räumte Bebels Optik zur Frauenfrage viel Platz ein.
50 Jahre nach Erscheinen des Longsellers Die Frau und der Sozialismus sprach die im radikalen Flügel der bürgerlichen Frauenbewegung verwurzelte Frauenrechtlerin Minna Cauer in der von ihr herausgegebenen Zeitschrift Die Frauenbewegung Bebel ihren Dank aus und hielt fest, dass in diesem Werk alles vorhanden sei, was nötig sei, um die Sache der Frau voranzubringen, nämlich Hoffnung, Zukunftsträume und Ermunterung.

### Bebel-Rezeption in der Schweiz
Auch in der Schweiz galt er als prägende Figur der Arbeiterbewegung und der Sozialdemokratie, weshalb ihm zu Ehren im Friedhof Sihlfeld, Zürich, anlässlich seines 100-jährigen Todesjahres im Sommer 2013 eine Ausstellung gezeigt wurde, kuratiert von Willi Wottreng.
Der Schweizer Schriftsteller und Publizist Hans Peter Gansner verfasste zum Anlass des 100-jährigen Todes von August Bebel das Drama Am Saum der Zeit oder Bebels Tod. Das Stück von Gansner spielt während drei Tagen im August 1913, in Bebels Hotelzimmer im Kurhaus Bad Passugg, und endet mit Bebels Tod. Die drei Akte sind von einem Vor- und einem Nachspiel umrahmt, in dem fünf junge Bündnerinnen und Bündner auftreten. Im Mittelpunkt steht die zeitgenössische Rezeption und Diskussion von Bebels Einstehen für den Frieden, die Emanzipation der Frau und der Arbeiter am Vorabend des Ersten Weltkriegs.

### August-Bebel-Preis
Die 2010 von Günter Grass gegründete August-Bebel-Stiftung soll Menschen, die sich ähnlich wie Bebel um die deutsche soziale Bewegung verdient gemacht haben, fördern und im nationalen Gedächtnis verankern. Alle zwei Jahre soll herausragenden Persönlichkeiten der mit 10.000 Euro dotierte August-Bebel-Preis verliehen werden.
- Der erste Preisträger war im März 2011 der Sozialphilosoph und Soziologe Professor Oskar Negt. Der Preis galt seinem Lebenswerk, in dem sich Negt immer wieder im Sinne Bebels eingesetzt hat, darunter auch mit dem 2010 erschienenen Buch Der politische Mensch.[66]
- Am 22. Februar 2013 wurde Günter Wallraff für sein Lebenswerk ausgezeichnet, insbesondere für seine Reportagen, mit denen er Missstände aufgezeigt habe.
- Der August-Bebel-Preis 2015 ging an Klaus Staeck. Am 4. Mai wurde dem Künstler die Auszeichnung im Berliner Willy-Brandt-Haus verliehen. Die Veranstaltung erinnerte zugleich an den kürzlich verstorbenen Günter Grass, den Gründer der August-Bebel-Stiftung.
- 2017 erhielt Gesine Schwan den Preis.
- 2019 erhielt Malu Dreyer den August-Bebel-Preis, da sie sich um die soziale Gerechtigkeit in besonderer Weise verdient gemacht habe.[67]
- 2021 erhielt Susan Neiman den August-Bebel-Preis.
- 2023 erhielt Franz Müntefering den August-Bebel-Preis.[68]
- 2025 erhielt Jutta Allmendinger den August-Bebel-Preis.

### Nach Bebel benannte Einrichtungen und Örtlichkeiten

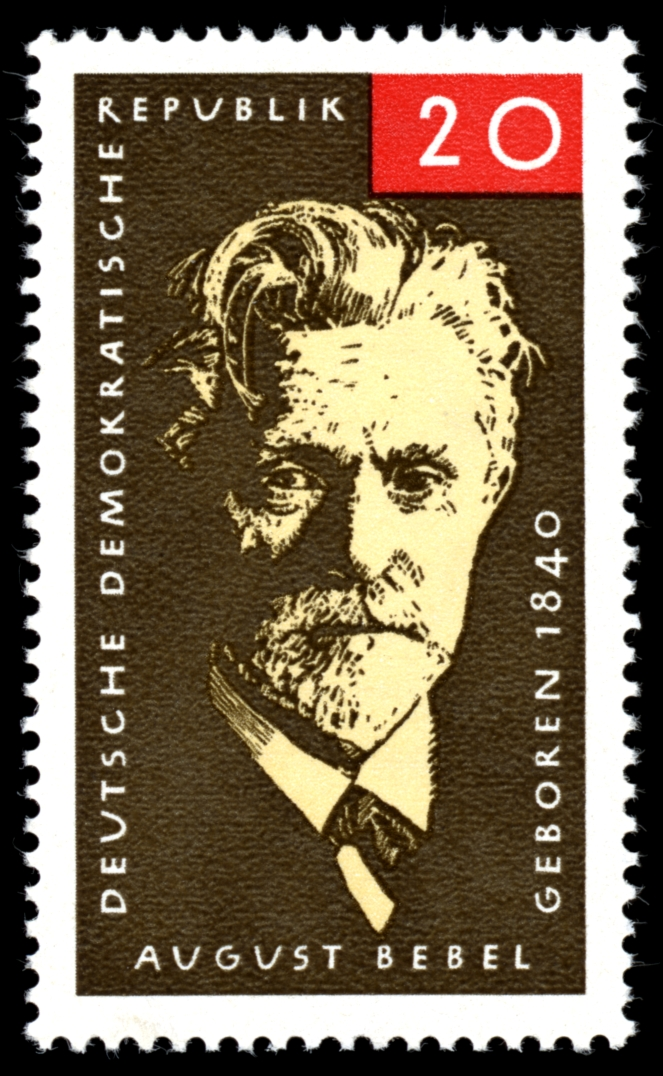
Bebel auf einer Sondermarke vom 15. Januar 1965 der DDR-Post

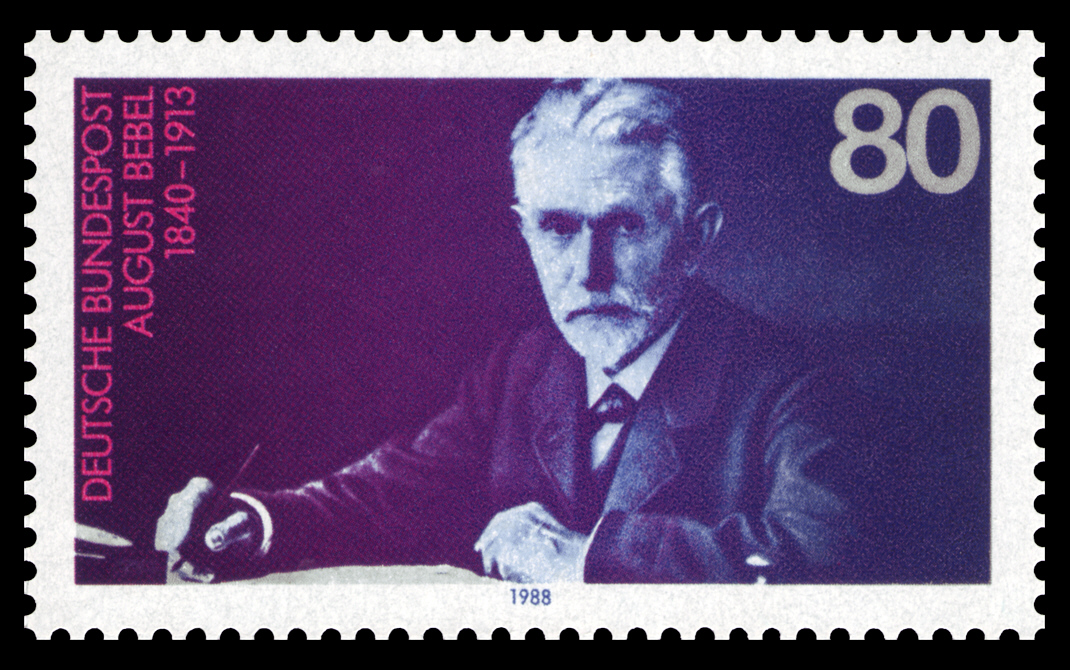
Gedenkmarke vom 11. August 1988 der Deutschen Bundespost zum 75. Todestag

- August-Bebel-Allee in Bremen, Neue-Vahr-Nord
- August-Bebel-Höhe, Bezeichnung des Aussichtspunktes „Echo“ im Zwickauer Ortsteil Rottmannsdorf von 1951 bis 1994
- August-Bebel-Schulen (Auflistung)
- August-Bebel-Straßen (Auflistung)
- August Bebel Institut in Berlin
- Bebelplatz in Berlin-Mitte
- Bebelplatz in Kassel
- Bebelplatz in Kiel
- Bebelplatz in Köln-Deutz
- Bebelallee in Hamburg-Winterhude
- August-Bebel-Park in Hamburg-St. Georg
- August-Bebel-Platz in Bautzen
- August-Bebel-Platz in Dessau mit denkmalgeschützten Arbeitsamt von Walter Gropius
- August-Bebel-Park und anliegende -Straße in Mannheim-Neckarau
- Bebelhof in Wien
- August-Bebel-Platz in Bochum-Wattenscheid

## Schriften und Reden

### Einzelne Schriften (Auswahl)

Die Frau und der Sozialismus. 1879

- Die Sozialdemokratie und das Allgemeine Stimmrecht. Berlin 1895. (Digitalisat und Volltext im Deutschen Textarchiv)
- Die Frau und der Sozialismus. Zürich-Hottingen 1879. (Erstausgabe Archive.org; 136 bis 140. Tausend. Nach der Jubiläumsausgabe unverändert, J. H. W. Dietz Nachf. Stuttgart 1913. (=Internationale Bibliothek Band 9) Digitalisat Ausgabe letzter Hand
- Unsere Ziele. Eine Streitschrift gegen die Demokratische Correspondenz. Leipzig 1870. Digitalisat (12. Aufl. Leipzig 1911)
- Christenthum und Sozialismus. Eine religiöse Polemik zwischen Herrn Kaplan Hohoff in Hüffe und dem Verfasser der Schrift: Die parlamentarische Tätigkeit des deutschen Reichstages und der Landtage und die Sozialdemokratie. Leipzig 1874. (Ungekürzte Neuausgabe: BoD, Norderstedt 2020).
- Leipziger Hochverratsprozess. Ausführlicher Bericht über die Verhandlungen des Schwurgerichts zu Leipzig in dem Prozeß gegen Liebknecht, Bebel und Hepner wegen Vorbereitung zum Hochverrat vom 11.–26. März 1872. Bearb. von den Angeklagten. Leipzig 1874.
- Der deutsche Bauernkrieg mit Berücksichtigung der hauptsächlichen sozialen Bewegungen des Mittelalters. Braunschweig 1876.
- Die Entwicklung Frankreichs vom 16. bis gegen Ende des 18. Jahrhunderts. Eine kulturgeschichtliche Skizze. Leipzig 1878.
- Wie unsere Weber leben. Private Enquete über die Lage der Weber in Sachsen. Leipzig, 1879. (Digitalisat)
- Die mohammedanisch-arabische Kulturperiode. 1884, 2. Auflage. 1889. (Neu hrsg. von Wolfgang Schwanitz. Edition Ost, Berlin 1999, ISBN 3-929161-27-3).
- Charles Fourier. Sein Leben und seine Theorien. J. H. W. Dietz, Stuttgart 1888 (= Internationale Bibliothek, 6) HathiTrust Digital Library
- Die Sonntagsarbeit. Auszug aus den Ergebnissen der Erhebung über die Beschäftigung gewerblicher Arbeiter an Sonn- und Feiertagen nebst kritischer Bemerkungen. Stuttgart 1888.
- Zur Lage der Arbeiter in den Bäckereien. Stuttgart 1890.
- Nicht stehendes Heer, sondern Volkswehr. Verlag von J. H. W. Dietz Nachf. Stuttgart 1898 (Digitalisat); Neuausgabe: Zentralantiquariat der DDR, Leipzig 1989, mit einer Einleitung von Wilfried Henze.
- Warum verlangen die Frauen das Wahlrecht? In: Frauenwahlrecht! Hrsg. zum Ersten Sozialdemokratischen Frauentag von Clara Zetkin. 19. März 1911, S. 2. (Digitalisat und Volltext im Deutschen Textarchiv)
- Aus meinem Leben. Bd. 1–3. Stuttgart 1910, 1911, 1914. (Onlineversion) (Hier benutzt ungekürzte Neuausgabe: Verlag J. H. W. Dietz, Bonn 1997, ISBN 3-8012-0245-3)
- Die moderne Kultur ist eine antichristliche. Ausgewählte Reden und Schriften zur Religionskritik. Alibri Verlag, Aschaffenburg 2007, ISBN 3-932710-59-2.

### Sammelausgaben
- Horst Bartel u. a. (Hrsg.): Ausgewählte Reden und Schriften.
Band 1: 1863–1878. Dietz Verlag, Berlin 1978.
Band 2/1 und 2/2: 1878–1890. Dietz Verlag, Berlin 1978.
Band 3: 1890–1895. Saur, München 1995.
Band 4: 1896–1899. Saur, München 1996.
Band 5: 1890–1899. Saur, München 1997.
Band 6: Aus meinem Leben. Dietz Verlag, Berlin 1983.
Band 7: 1899–1905. Saur, München 1997.
Band 8: 1906–1913. Saur, München 1997.
Band 9: 1899–1913. Saur, München 1997.
Band 10: Die Frau und der Sozialismus. Saur, München 1996, ISBN 3-598-11237-8

- Schriften 1862–1913. 2 Bände Hrsg. Cora Stephan. Frankfurt am Main/Wien 1981, ISBN 3-7632-2494-7.

### Briefwechsel

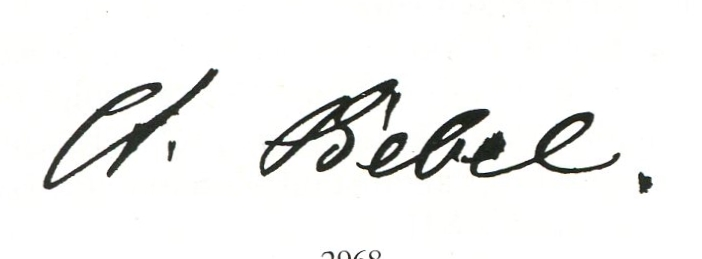
Signatur August Bebel

- Victor Adler: Briefwechsel mit August Bebel und Karl Kautsky sowie Briefe von und an Ignaz Auer, Eduard Bernstein, Adolf Braun, Johann Heinrich Wilhelm Dietz, Friedrich Ebert, Wilhelm Liebknecht, Hermann Müller und Paul Singer. Gesammelt und erläutert von Friedrich Adler. Wiener Volksbuchhandlung, Wien 1954.
- Werner Blumenberg (Hrsg.): August Bebels Briefwechsel mit Friedrich Engels. Mouton, London/Den Haag/Paris 1965.
- August Bebels Briefwechsel mit Karl Kautsky. Hrsg. u. bearb. von Benedikt Kautsky. Van Grocum, Assen 1971.
- Ursula Herrmann (Hrsg.): August und Julie Bebel. Briefe einer Ehe. Dietz, Bonn 1997, ISBN 3-8012-0243-7.[69]